# Liste von Opern
Diese unvollständige Liste von Opern ist mit einem Klick in die jeweilige Spaltenüberschrift nach Bedarf sortierbar.
| Originaltitel                                                                          | Deutscher Titel                                                                        | Komponist                           | Entstehung                                                                            | UA                                           | Librettist                                                                                 | Literarische Vorlage                                                     | Autor der Vorlage |
| -------------------------------------------------------------------------------------- | -------------------------------------------------------------------------------------- | ----------------------------------- | ------------------------------------------------------------------------------------- | -------------------------------------------- | ------------------------------------------------------------------------------------------ | ------------------------------------------------------------------------ | --- |
| Le postillon de Lonjumeau                                                              | Der Postillon von Lonjumeau                                                            | Adolphe Adam                        | 1836                                                                                  | 13. Okt. 1836                                | Léon-Lévy Brunswick und Adolphe de Leuven                                                  |                                                                          | |
| Si j’étais roi                                                                         | Wenn ich König wär’                                                                    | Adolphe Adam                        | 1852                                                                                  | 4. Sep. 1852                                 | Adolphe d’Ennery und Jules-Henri Brésil                                                    |                                                                          | |
| Nixon in China                                                                         | Nixon in China                                                                         | John Adams                          | 1985–1987                                                                             | 22. Okt. 1987                                | Alice Goodman                                                                              |                                                                          | |
| The Death of Klinghoffer                                                               | The Death of Klinghoffer                                                               | John Adams                          | 1990–1991                                                                             | 19. März 1991                                | Alice Goodman                                                                              |                                                                          | |
| I Was Looking at the Ceiling and Then I Saw the Sky                                    | I Was Looking at the Ceiling and Then I Saw the Sky                                    | John Adams                          | 1995                                                                                  | 3. Mai 1995                                  | June Jordan                                                                                |                                                                          | |
| Doctor Atomic                                                                          | Doctor Atomic                                                                          | John Adams                          | 2005                                                                                  | 1. Okt. 2005                                 | Peter Sellars                                                                              |                                                                          | |
| Der Rubin                                                                              | Der Rubin                                                                              | Eugen d’Albert                      |                                                                                       | 12. Okt. 1893                                | Eugen d’Albert                                                                             | Der Rubin                                                                | Friedrich Hebbel |
| Gernot                                                                                 | Gernot                                                                                 | Eugen d’Albert                      |                                                                                       | 11. Apr. 1897                                |                                                                                            |                                                                          | Gustav Kastropp |
| Die Abreise                                                                            | Die Abreise                                                                            | Eugen d’Albert                      | 1898                                                                                  | 20. Okt. 1898                                | Ferdinand von Sporck                                                                       | Die Abreise                                                              | August Ernst von Steigentesch |
| Kain                                                                                   | Kain                                                                                   | Eugen d’Albert                      |                                                                                       | 17. Feb. 1900                                | Heinrich Bulthaupt                                                                         |                                                                          | |
| Der Improvisator                                                                       | Der Improvisator                                                                       | Eugen d’Albert                      |                                                                                       | 26. Feb. 1902                                | Gustav Kastropp                                                                            | Angelo, der Tyrann von Padua                                             | Victor Hugo |
| Tiefland                                                                               | Tiefland                                                                               | Eugen d’Albert                      | 1903                                                                                  | 15. Nov. 1903                                | Rudolf Lothar                                                                              | Terra baixa                                                              | Àngel Guimerà |
| Flauto solo                                                                            | Flauto solo                                                                            | Eugen d’Albert                      |                                                                                       | 12. Nov. 1905                                | Hans von Wolzogen                                                                          |                                                                          | |
| Izeÿl                                                                                  | Izeÿl                                                                                  | Eugen d’Albert                      |                                                                                       | 6. Nov. 1909                                 | Rudolf Lothar                                                                              |                                                                          | Paul Armand Silvestre und Eugène Morand                                                                                                |
| Liebesketten                                                                           | Liebesketten                                                                           | Eugen d’Albert                      |                                                                                       | 12. Nov. 1912                                | Rudolf Lothar                                                                              | La hija del mar                                                          | Àngel Guimerà |
| Die toten Augen                                                                        | Die toten Augen                                                                        | Eugen d’Albert                      | 1913                                                                                  | 5. März 1916                                 | Hanns Heinz Ewers und Marc Henry                                                           |                                                                          | |
| Der Stier von Olivera                                                                  | Der Stier von Olivera                                                                  | Eugen d’Albert                      |                                                                                       | 10. März 1918                                | Richard Batka                                                                              |                                                                          | Heinrich Lilienfein |
| Revolutionshochzeit                                                                    | Revolutionshochzeit                                                                    | Eugen d’Albert                      |                                                                                       | 26. Okt. 1919                                | Ferdinand Lion                                                                             |                                                                          | Sophus Michaëlis |
| Die schwarze Orchidee                                                                  | Die schwarze Orchidee                                                                  | Eugen d’Albert                      |                                                                                       | 1. Dez. 1928                                 | Karl Michael von Levetzow                                                                  |                                                                          | |
| Fra Diavolo ou l’Hôtellerie de Terracine                                               | Fra Diavolo oder Das Gasthaus zu Terracina                                             | Daniel-François-Esprit Auber        | 1830                                                                                  | 28. Jan. 1830                                | Eugène Scribe                                                                              |                                                                          | |
| La muette de Portici                                                                   | Die Stumme von Portici                                                                 | Daniel-François-Esprit Auber        | 1828                                                                                  | 29. Feb. 1828                                | Eugène Scribe und Germain Delavigne                                                        |                                                                          | |
| A kékszakállú Herceg Vára                                                              | Herzog Blaubarts Burg                                                                  | Béla Bartók                         | 1918                                                                                  | 24. Mai 1918                                 | Béla Balázs                                                                                |                                                                          | |
| Fidelio                                                                                | Fidelio                                                                                | Ludwig van Beethoven                | 1805 (1. Fassung) 1806 (2. Fassung) 1814 (3. Fassung)                                 | 20. Nov. 1805                                | Joseph von Sonnleithner, Georg Friedrich Treitschke                                        | Leonore ou l’amour conjugal                                              | Jean Nicolas Bouilly |
| La sonnambula                                                                          | Die Nachtwandlerin                                                                     | Vincenzo Bellini                    | 1831                                                                                  | 6. März 1831                                 | Felice Romani                                                                              | La somnambule                                                            | Eugène Scribe |
| Norma                                                                                  | Norma                                                                                  | Vincenzo Bellini                    | 1831                                                                                  | 26. Dezember 1831                            | Felice Romani                                                                              | Norma                                                                    | Alexandre Soumet |
| I puritani                                                                             | Die Puritaner                                                                          | Vincenzo Bellini                    | 1835                                                                                  | 24. Jan. 1835                                | Carlo Pepoli                                                                               | Têtes Rondes et cavaliers                                                | Jacques-François Ancelot und Joseph Xavier Saintine                                                                                    |
| Lulu                                                                                   | Lulu                                                                                   | Alban Berg                          | 1935                                                                                  | 2. Juni 1937                                 | Alban Berg                                                                                 | Erdgeist und Die Büchse der Pandora                                      | Frank Wedekind |
| Wozzeck                                                                                | Wozzeck                                                                                | Alban Berg                          | 1921                                                                                  | 14. Dez. 1925                                | Alban Berg                                                                                 | Woyzeck                                                                  | Georg Büchner |
| Béatrice et Bénédict                                                                   | Béatrice und Bénédict                                                                  | Hector Berlioz                      | 1862                                                                                  | 9. August 1862                               | Hector Berlioz                                                                             | Viel Lärm um nichts                                                      | William Shakespeare |
| Benvenuto Cellini                                                                      | Benvenuto Cellini                                                                      | Hector Berlioz                      | 1838                                                                                  | 10. Sep. 1838                                | Léon de Wailly, Henri-Auguste Barbier                                                      | Memoiren des Benvenuto Cellini                                           | Benvenuto Cellini |
| La damnation de Faust                                                                  | Fausts Verdammnis                                                                      | Hector Berlioz                      | 1846                                                                                  | 6. Dez. 1846                                 | Gérard de Nerval, Almire Gandonnière, Hector Berlioz                                       | Faust I                                                                  | Johann Wolfgang von Goethe |
| Les Troyens                                                                            | Die Trojaner                                                                           | Hector Berlioz                      | 1863                                                                                  | Dez. 1890                                    | Hector Berlioz                                                                             | Aeneis                                                                   | Vergil |
| Trouble in Tahiti                                                                      | Ärger in Tahiti                                                                        | Leonard Bernstein                   | 1952                                                                                  | 12. Juni 1952                                | Leonard Bernstein                                                                          |                                                                          | |
| Das höllisch Gold                                                                      | Das höllisch Gold                                                                      | Julius Bittner                      | 1916                                                                                  | 15. Okt. 1916                                | Julius Bittner                                                                             |                                                                          | |
| Carmen                                                                                 | Carmen                                                                                 | Georges Bizet                       | 1875                                                                                  | 3. März 1875                                 | Henri Meilhac, Ludovic Halévy                                                              | Carmen                                                                   | Prosper Mérimée |
| Djamileh                                                                               | Djamileh                                                                               | Georges Bizet                       | 1872                                                                                  | 22. Mai 1872                                 | Louis Gallet                                                                               | Namouna (Verserzählung)                                                  | Alfred de Musset |
| Les pêcheurs de perles                                                                 | Die Perlenfischer                                                                      | Georges Bizet                       | 1863                                                                                  | 30. Sep. 1863                                | Eugène Cormon, Michel Carré                                                                |                                                                          | |
| Die Flut                                                                               | Die Flut                                                                               | Boris Blacher                       | 1946                                                                                  | 4. März 1947                                 | Heinz von Cramer                                                                           |                                                                          | Guy de Maupassant |
| Die Nachtschwalbe                                                                      | Die Nachtschwalbe                                                                      | Boris Blacher                       | 1947                                                                                  | 22. Feb. 1948                                | Friedrich Wolf                                                                             |                                                                          | |
| Preußisches Märchen                                                                    | Preußisches Märchen                                                                    | Boris Blacher                       | 1949                                                                                  | 23. Sep. 1952                                | Heinz von Cramer                                                                           |                                                                          | |
| Le calife de Bagdad                                                                    | Der Kalif von Bagdad                                                                   | François-Adrien Boieldieu           | 1800                                                                                  | 1800                                         | Claude Godard d’Aucourt de Saint-Just                                                      |                                                                          | |
| La dame blanche                                                                        | Die weiße Dame                                                                         | François-Adrien Boieldieu           | 1825                                                                                  | 10. Dezember 1825                            | Eugène Scribe                                                                              |                                                                          | |
| Mefistofele                                                                            | Mefistofele                                                                            | Arrigo Boito                        | 1868 (1. Fassung) 1876 (2. Fassung)                                                   | 5. März 1868                                 | Arrigo Boito                                                                               | Faust I                                                                  | Johann Wolfgang von Goethe |
| Knjas Igor                                                                             | Fürst Igor                                                                             | Alexander Borodin                   | 1869–1889                                                                             | 4. Nov. 1890                                 | Alexander Borodin                                                                          | Mittelalterliches Igorlied                                               | |
| Die Schneider von Schönau                                                              | Die Schneider von Schönau                                                              | Jan Brandts-Buys                    | 1916                                                                                  | 1. Apr. 1916                                 | Bruno Warden und Ignaz Michael Welleminsky                                                 |                                                                          | |
| Das Leben des Andrea                                                                   | Das Leben des Andrea                                                                   | Reiner Bredemeyer                   | 1971                                                                                  | 1972                                         |                                                                                            | Leben des Galilei                                                        | Bertolt Brecht |
| Die Galoschenoper                                                                      | Die Galoschenoper                                                                      | Reiner Bredemeyer                   | 1978                                                                                  | 19. Feb. 1978                                | Heinz Kahlau                                                                               | Beggar’s Opera                                                           | John Gay |
| Candide                                                                                | Candide                                                                                | Reiner Bredemeyer                   | 1982                                                                                  | 12. Jan. 1986                                | Gerhard Müller                                                                             |                                                                          | Voltaire |
| Der Neinsager                                                                          | Der Neinsager                                                                          | Reiner Bredemeyer                   | 1990                                                                                  | 2. Dez. 1994                                 |                                                                                            |                                                                          | Bertolt Brecht |
| Der Igel als Bräutigam                                                                 | Der Igel als Bräutigam                                                                 | Cesar Bresgen                       | 1948/1951                                                                             | 13. Nov. 1951                                | Ludwig Andersen                                                                            | Hans mein Igel                                                           | Brüder Grimm |
| Owen Wingrave                                                                          | Owen Wingrave                                                                          | Benjamin Britten                    | 1968–1970                                                                             | 16. Mai 1971                                 | Myfanwy Piper                                                                              | Owen Wingrave                                                            | Henry James |
| Peter Grimes                                                                           | Peter Grimes                                                                           | Benjamin Britten                    | 1945                                                                                  | 7. Juni 1945                                 | Montagu Slater                                                                             | The Borough                                                              | George Crabbe |
| Albert Herring                                                                         | Albert Herring                                                                         | Benjamin Britten                    | 1947                                                                                  | 20. Juni 1947                                | Eric Crozier                                                                               | Le Rosier de Madame Hussot                                               | Guy de Maupassant |
| Billy Budd                                                                             | Billy Budd                                                                             | Benjamin Britten                    | 1951                                                                                  | 1. Dez. 1951                                 | Edward Morgan Forster und Eric Crozier                                                     | Billy Budd                                                               | Herman Melville |
| The Turn of the Screw                                                                  | Die Drehung der Schraube oder Die sündigen Engel                                       | Benjamin Britten                    | 1954                                                                                  | 14. Sep. 1954                                | Myfanwy Piper                                                                              | The Turn of the Screw                                                    | Henry James |
| A Midsummer Night’s Dream                                                              | Ein Sommernachtstraum                                                                  | Benjamin Britten                    | 1960                                                                                  | 11. Juni 1960                                | Benjamin Britten und Peter Pears nach Shakespeare                                          | A Midsummer Night’s Dream                                                | William Shakespeare |
| Death in Venice                                                                        | Tod in Venedig                                                                         | Benjamin Britten                    | 1973                                                                                  | 16. Juni 1973                                | Myfanwy Piper                                                                              | Der Tod in Venedig                                                       | Thomas Mann |
| Hermione                                                                               |                                                                                        | Max Bruch                           |                                                                                       | 21. März 1872                                |                                                                                            |                                                                          | |
| Bunbury                                                                                | Bunbury                                                                                | Paul Burkhard                       | 1965                                                                                  | 1965                                         | Hans Weigel                                                                                | The Importance of Being Earnest                                          | Oscar Wilde |
| Doktor Faust                                                                           | Doktor Faust                                                                           | Ferruccio Busoni                    | 1924                                                                                  | 21. Mai 1925                                 | Ferruccio Busoni                                                                           | Das Puppenspiel vom Doktor Faust                                         | |
| L’Euridice                                                                             | Eurydike                                                                               | Giulio Caccini                      | 1600                                                                                  | 5. Dez. 1602                                 | Ottavio Rinuccini                                                                          | Orpheussage der griechischen Mythologie                                  | |
| La Wally                                                                               | Die Geierwally                                                                         | Alfredo Catalani                    | 1892                                                                                  | 20. Jan. 1892                                | Luigi Illica                                                                               | Die Geierwally                                                           | Wilhelmine von Hillern |
| Artemisia                                                                              | Artemisia                                                                              | Francesco Cavalli                   | 1657                                                                                  | 10. Jan. 1657                                | Nicolò Minato                                                                              |                                                                          | |
| Baal                                                                                   | Baal                                                                                   | Friedrich Cerha                     | 1981                                                                                  | 1981                                         | nach Bertolt Brecht                                                                        |                                                                          | |
| Médée                                                                                  | Médée                                                                                  | Marc-Antoine Charpentier            | 1693                                                                                  | 4. Dez. 1693                                 | Thomas Corneille                                                                           |                                                                          | |
| Adriana Lecouvreur                                                                     | Adriana Lecouvreur                                                                     | Francesco Cilea                     | 1902                                                                                  | 6. Nov. 1902                                 | Arturo Colautti                                                                            | Adrienne Lecouvreur                                                      | Eugène Scribe |
| Il matrimonio segreto                                                                  | Die heimliche Ehe                                                                      | Domenico Cimarosa                   | 1792                                                                                  | 7. Feb. 1792                                 | Giovanni Bertati                                                                           |                                                                          | |
| Der Barbier von Bagdad                                                                 | Der Barbier von Bagdad                                                                 | Peter Cornelius                     | 1858                                                                                  | 15. Dez. 1858                                | Peter Cornelius                                                                            | Geschichte des Schneiders                                                | Tausendundeine Nacht |
| Volo di notte                                                                          | Der Nachtflug                                                                          | Luigi Dallapiccola                  | 1939                                                                                  | 18. Mai 1940                                 | Luigi Dallapiccola                                                                         | Vol de nuit                                                              | Antoine de Saint-Exupéry |
| Il prigioniero                                                                         | Der Gefangene                                                                          | Luigi Dallapiccola                  | 1944–1948                                                                             | 1. Dez. 1949                                 | Luigi Dallapiccola                                                                         | La Torture par l’espérance; La Légende d’Ulenspiegel et de Lamme Goedzak | Auguste de Villiers de L’Isle-Adam; Charles de Coster                                                                                  |
| Pelléas et Mélisande                                                                   | Pelleas und Melisande                                                                  | Claude Debussy                      | 1902                                                                                  | 30. Apr. 1902                                | Claude Debussy                                                                             | Pelléas et Mélisande                                                     | Maurice Maeterlinck |
| Lakmé                                                                                  | Lakmé                                                                                  | Léo Delibes                         | 1883                                                                                  | 14. Apr. 1883                                | Edmond Gondinet, Philippe Gille                                                            | Rarahu ou Le Mariage de Loti                                             | Pierre Loti |
| Robin Hood                                                                             | Robin Hood                                                                             | Albert Dietrich                     | 1876                                                                                  | 6. Apr. 1876                                 | Reinhard Mosen                                                                             | englischer Sagenstoff                                                    | |
| Doktor und Apotheker                                                                   | Doktor und Apotheker                                                                   | Carl Ditters von Dittersdorf        | 1786                                                                                  | 11. Juli 1786                                | Johann Gottlieb Stephanie d. J.                                                            | L’apothicaire de Murcie                                                  | G. v. N. |
| Medea                                                                                  | Medea                                                                                  | Friedhelm Döhl                      | 1987/1990                                                                             |                                              | Friedhelm Döhl                                                                             | Franz Grillparzer                                                        | Medea |
| Anna Bolena                                                                            | Anna Boleyn                                                                            | Gaetano Donizetti                   | 1830                                                                                  | 26. Dez. 1830                                | Felice Romani                                                                              | „Henri VIII.“ und „Anna Bolena“                                          | Marie-Joseph de Chénier und Alessandro Ercole Graf Pepoli                                                                              |
| Il campanello                                                                          | Das Glöckchen                                                                          | Gaetano Donizetti                   | 1836                                                                                  | 1. Juni 1836                                 | Gaetano Donizetti                                                                          | La sonnette de nuit                                                      | Léon-Lévy Brunswick |
| Le convenienze ed inconvenienze teatrali                                               | Viva la Mamma!                                                                         | Gaetano Donizetti                   | 1830                                                                                  | 20. Apr. 1831                                | Gaetano Donizetti                                                                          | “Le convenienze teatrali” und “Le inconvenienze teatrali”                | Antonio Simone Sografi |
| Don Pasquale                                                                           | Don Pasquale                                                                           | Gaetano Donizetti                   | 1843                                                                                  | 3. Jan. 1843                                 | Angelo Anelli                                                                              |                                                                          | |
| L’elisir d’amore                                                                       | Der Liebestrank                                                                        | Gaetano Donizetti                   | 1832                                                                                  | 12. Mai 1832                                 | Felice Romani                                                                              |                                                                          | |
| La fille du régiment                                                                   | Die Regimentstochter                                                                   | Gaetano Donizetti                   | 1840                                                                                  | 11. Feb. 1840                                | Jules-Henri Vernoy de Saint-Georges und Jean-François Bayard                               |                                                                          | |
| Linda di Chamounix                                                                     | Linda di Chamounix                                                                     | Gaetano Donizetti                   | 1842                                                                                  | 19. Mai 1842                                 | Gaetano Rossi                                                                              |                                                                          | |
| Lucrezia Borgia                                                                        | Lucrezia Borgia                                                                        | Gaetano Donizetti                   | 1833                                                                                  | 26. Dez. 1833                                | Felice Romani                                                                              | Lucrèce Borgia                                                           | Victor Hugo |
| Lucia di Lammermoor                                                                    | Lucia di Lammermoor                                                                    | Gaetano Donizetti                   | 1835                                                                                  | 26. Nov. 1835                                | Salvatore Cammarano                                                                        | Die Braut von Lammermoor                                                 | Sir Walter Scott |
| Maria Stuarda                                                                          | Maria Stuart                                                                           | Gaetano Donizetti                   | 1835                                                                                  | 30. Dez. 1835                                | Felice Romani                                                                              | Maria Stuart                                                             | Friedrich Schiller |
| Roberto Devereux                                                                       | Roberto Devereux                                                                       | Gaetano Donizetti                   | 1837                                                                                  | 28. Okt. 1837                                | Salvadore Cammarano                                                                        |                                                                          | |
| Jakobín                                                                                | Der Jakobiner                                                                          | Antonín Dvořák                      | 1897                                                                                  | 12. Feb. 1889                                | Marie Červinková-Riegrová                                                                  |                                                                          | |
| Čert a Káča                                                                            | Die Teufelskäthe                                                                       | Antonín Dvořák                      | 1898                                                                                  | 23. Nov. 1899                                | Adolf Wenig                                                                                | Das Märchen vom dummen Teufel und dem forschen Mädel Käthe               | Božena Němcová |
| Rusalka                                                                                | Rusalka                                                                                | Antonín Dvořák                      | 1901                                                                                  | 31. März 1901                                | Jaroslav Kvapil                                                                            |                                                                          | |
| Der Revisor                                                                            | Der Revisor                                                                            | Werner Egk                          | 1957                                                                                  | 9. Mai 1957                                  | Werner Egk                                                                                 | Der Revisor                                                              | Nikolai Gogol |
| Die Zaubergeige                                                                        | Die Zaubergeige                                                                        | Werner Egk                          | 1935                                                                                  | 22. Mai 1935                                 | Ludwig Andersen und Werner Egk                                                             |                                                                          | Franz Graf von Pocci |
| Der Besuch der alten Dame                                                              | Der Besuch der alten Dame                                                              | Gottfried von Einem                 | 1971                                                                                  | 23. Mai 1971                                 | Friedrich Dürrenmatt                                                                       | Der Besuch der alten Dame                                                | Friedrich Dürrenmatt |
| Dantons Tod                                                                            | Dantons Tod                                                                            | Gottfried von Einem                 | 1947                                                                                  | 6. Aug. 1947                                 | Boris Blacher und Gottfried von Einem                                                      | Dantons Tod                                                              | Georg Büchner |
| Der Prozess                                                                            | Der Prozess                                                                            | Gottfried von Einem                 | 1953                                                                                  | 17. Aug. 1953                                | Boris Blacher und Heinz von Cramer                                                         | Der Process                                                              | Franz Kafka |
| Hierlanda                                                                              | Hierlanda                                                                              | Jury Everhartz                      | 1998                                                                                  | 14. Mai 1998                                 | Johannes Udalricus von Federspill                                                          |                                                                          | |
| Der automatische Teufel                                                                | Der automatische Teufel                                                                | Jury Everhartz                      | 2000                                                                                  | 25. Sep. 2000                                | Dora Lux                                                                                   |                                                                          | |
| Feist                                                                                  | Feist                                                                                  | Jury Everhartz                      | 2001                                                                                  | 30. Juni 2001                                | Günter Rupp                                                                                |                                                                          | |
| Der Kommissar                                                                          | Der Kommissar                                                                          | Jury Everhartz                      | 2002                                                                                  | 15. März 2002                                | Kristine Tornquist                                                                         |                                                                          | |
| Das Krokodil (Oper)                                                                    | Das Krokodil                                                                           | Jury Everhartz                      | 2004                                                                                  | 26. Feb. 2004                                |                                                                                            | Das Krokodil                                                             | Fjodor Michailowitsch Dostojewski |
| Amleto                                                                                 | Hamlet                                                                                 | Franco Faccio                       |                                                                                       | 30. Mai 1865                                 | Arrigo Boito                                                                               | Hamlet                                                                   | William Shakespeare |
| La vida breve                                                                          | Das kurze Leben                                                                        | Manuel de Falla                     | 1904                                                                                  | 1. Apr. 1913                                 | Carlos Fernández-Shaw                                                                      |                                                                          | |
| El retablo del Maese Pedro                                                             | Meister Pedros Puppenspiel                                                             | Manuel de Falla                     | 1923                                                                                  | 25. Juni 1923                                | Manuel de Falla                                                                            | Don Quijote                                                              | Miguel de Cervantes |
| Salvatore Giuliano                                                                     | Salvatore Giuliano                                                                     | Lorenzo Ferrero                     | 1985                                                                                  | 25. Jan. 1986                                | Giuseppe Di Leva                                                                           |                                                                          | |
| Charlotte Corday                                                                       | Charlotte Corday                                                                       | Lorenzo Ferrero                     | 1988                                                                                  | 21. Feb. 1989                                | Giuseppe Di Leva                                                                           |                                                                          | |
| Risorgimento!                                                                          | Risorgimento!                                                                          | Lorenzo Ferrero                     | 2010                                                                                  | 26. März 2011                                | Dario Oliveri                                                                              |                                                                          | |
| Alessandro Stradella                                                                   | Alessandro Stradella                                                                   | Friedrich von Flotow                | 1844                                                                                  | 30. Dez. 1844                                | Friedrich Wilhelm Riese                                                                    | Stradella                                                                | Pittaud de Forges und P. Dupont |
| Martha oder der Markt zu Richmond                                                      | Martha                                                                                 | Friedrich von Flotow                | 1847                                                                                  | 25. Nov. 1847                                | Friedrich Wilhelm Riese                                                                    |                                                                          | |
| Bluthochzeit                                                                           | Bluthochzeit                                                                           | Wolfgang Fortner                    | 1950–1957                                                                             | 8. Juni 1957                                 | Enrique Beck                                                                               | Bluthochzeit                                                             | Federico García Lorca |
| Germania                                                                               | Germania                                                                               | Alberto Franchetti                  | 1902                                                                                  | 11. März 1902                                | Luigi Illica                                                                               |                                                                          | |
| Adelina                                                                                | Adelina                                                                                | Pietro Generali                     | 1810                                                                                  | 16. Sep. 1810                                | Gaetano Rossi                                                                              |                                                                          | |
| Porgy and Bess                                                                         | Porgy and Bess                                                                         | George Gershwin                     | 1935                                                                                  | 10. Okt. 1935                                | DuBose Heyward und Ira Gershwin                                                            | Porgy                                                                    | DuBose Heyward |
| Enoch Arden                                                                            | Enoch Arden                                                                            | Ottmar Gerster                      | 1936                                                                                  | 15. Nov. 1936                                | Karl Michael Freiherr von Levetzow                                                         | Versepos „Enoch Arden“                                                   | Alfred Tennyson |
| Don Rodrigo                                                                            | Don Rodrigo                                                                            | Alberto Ginastera                   | 1964                                                                                  | 24. Juli 1964                                | Alejandro Casona                                                                           |                                                                          | |
| Andrea Chénier                                                                         | André Chenier                                                                          | Umberto Giordano                    | 1896                                                                                  | 28. März 1896                                | Luigi Illica                                                                               |                                                                          | |
| Siberia                                                                                | Siberia                                                                                | Umberto Giordano                    | 1903                                                                                  | 9. Dez. 1903                                 | Luigi Illica                                                                               | Auferstehung (mutmaßlich)                                                | Lew Nikolajewitsch Tolstoi |
| Akhnaten                                                                               | Echnaton                                                                               | Philip Glass                        | 1983                                                                                  | März 1984                                    | Philip Glass, Shalom Goldmann und andere                                                   |                                                                          | Echnaton; sowie Texte aus dem alten Ägypten                                                                                            |
| Schisn sa zarja                                                                        | Ein Leben für den Zaren                                                                | Michail Glinka                      | 1836                                                                                  | 9. Dez. 1836                                 |                                                                                            |                                                                          | |
| Ruslan i Ljudmila                                                                      | Ruslan und Ludmilla                                                                    | Michail Glinka                      | 1842                                                                                  | 9. Dez. 1842                                 |                                                                                            |                                                                          | |
| Orfeo ed Euridice                                                                      | Orpheus und Eurydike                                                                   | Christoph Willibald Gluck           | 1762                                                                                  | 5. Okt. 1762                                 | Ranieri de’ Calzabigi                                                                      | Metamorphosen                                                            | Ovid |
| Alceste                                                                                | Alkestis                                                                               | Christoph Willibald Gluck           | 1767                                                                                  | 26. Dez. 1767                                | Ranieri de’ Calzabigi                                                                      |                                                                          | Euripides |
| Paride ed Elena                                                                        | Paris und Helena                                                                       | Christoph Willibald Gluck           | 1770                                                                                  | 3. Nov. 1770                                 | Ranieri de’ Calzabigi                                                                      |                                                                          | |
| Iphigénie en Aulide                                                                    | Iphigenie in Aulis                                                                     | Christoph Willibald Gluck           | 1774                                                                                  | 19. Apr. 1774                                | François Gand-Leblanc du Roullet                                                           |                                                                          | Jean Racine |
| Armida                                                                                 | Armida                                                                                 | Christoph Willibald Gluck           | 1777                                                                                  | 23. Dez. 1777                                | Philippe Quinault                                                                          | La Gerusalemme liberata                                                  | Torquato Tasso |
| Écho et Narcisse                                                                       | Echo und Narziß                                                                        | Christoph Willibald Gluck           | 1779                                                                                  | 24. Sep. 1779                                | Jean-Baptiste-Louis-Théodore de Tschudi                                                    | Metamorphosen                                                            | Ovid |
| Iphigénie en Tauride                                                                   | Iphigenie auf Tauris                                                                   | Christoph Willibald Gluck           | 1781                                                                                  | 23. Okt. 1781                                |                                                                                            |                                                                          | |
| Der gewaltige Hahnrei                                                                  | Der gewaltige Hahnrei                                                                  | Berthold Goldschmidt                | 1930                                                                                  | 14. Feb. 1932                                | Berthold Goldschmidt                                                                       | Le cocu magnifique                                                       | Fernand Crommelynck |
| Ero s onoga svijeta                                                                    | Ero der Schelm                                                                         | Jakov Gotovac                       | 1935                                                                                  | 2. Nov. 1935                                 | Milan Begović                                                                              | De farent Schueler ins Paradeis                                          | Hans Sachs |
| Der Widerspenstigen Zähmung                                                            | Der Widerspenstigen Zähmung                                                            | Hermann Goetz                       | 1868–1873                                                                             | 11. Okt. 1874                                | Joseph Viktor Widmann                                                                      | Der Widerspenstigen Zähmung                                              | William Shakespeare |
| Faust                                                                                  | Margarethe                                                                             | Charles Gounod                      | 1859                                                                                  | 19. März 1859                                | Jules Barbier und Michel Carré                                                             | Faust I                                                                  | Johann Wolfgang von Goethe |
| Montezuma                                                                              | Montezuma                                                                              | Carl Heinrich Graun                 | 1754                                                                                  | 6. Jan. 1755                                 | Friedrich II. (Preußen)                                                                    |                                                                          | |
| Wozzeck                                                                                | Wozzeck                                                                                | Manfred Gurlitt                     | 1926                                                                                  | 21. Apr. 1926                                | Manfred Gurlitt                                                                            | Woyzeck                                                                  | Georg Büchner |
| Die Hochzeit des Jobs                                                                  | Die Hochzeit des Jobs                                                                  | Joseph Haas                         | 1940–1943                                                                             | 18. Mai 1940                                 | Ludwig Strecker der Jüngere                                                                | Jobsiade                                                                 | Carl Arnold Kortum |
| Tobias Wunderlich                                                                      | Tobias Wunderlich                                                                      | Joseph Haas                         | 1934–1937                                                                             | 24. Nov. 1937                                | Ludwig Strecker der Jüngere                                                                |                                                                          | Hermann Heinz Ortner |
| Clari                                                                                  | Clari                                                                                  | Fromental Halévy                    | 1828                                                                                  | 9. Dez. 1828                                 | Pietro Giannone                                                                            | Clary ou Le Retour à la vertu recompensé                                 | Pietro Giannone |
| La Juive                                                                               | Die Jüdin                                                                              | Fromental Halévy                    | 1834–1835                                                                             | 23. Feb. 1835                                | Eugène Scribe                                                                              |                                                                          | |
| Charles VI                                                                             | Karl VI.                                                                               | Fromental Halévy                    | 1843                                                                                  | 15. März 1843                                | Casimir und Germain Delavigne                                                              |                                                                          | |
| Noé                                                                                    | Noach                                                                                  | Fromental Halévy                    | 1858–1862                                                                             | 5. Apr. 1885                                 | Jules-Henri Vernoy de Saint-Georges                                                        | 1. Buch Mose                                                             | |
| Almira, Königin von Castilien                                                          | Almira, Königin von Castilien                                                          | Georg Friedrich Händel              | 1705                                                                                  | 8. Jan. 1705                                 | Friedrich Christian Feustking                                                              |                                                                          | |
| Agrippina                                                                              | Agrippina                                                                              | Georg Friedrich Händel              | 1709                                                                                  | 26. Dez. 1709                                | Vincenzo Grimani                                                                           |                                                                          | |
| Rinaldo                                                                                | Rinaldo                                                                                | Georg Friedrich Händel              | 1711                                                                                  | 24. Feb. 1711                                | Giacomo Rossi                                                                              |                                                                          | |
| Teseo                                                                                  | Teseo                                                                                  | Georg Friedrich Händel              | 1713                                                                                  | 10. Jan. 1713                                | Nicola Francesco Haym                                                                      |                                                                          | |
| Acis and Galatea                                                                       | Acis und Galatea                                                                       | Georg Friedrich Händel              | 1718                                                                                  | 1718                                         | John Gay, Alexander Pope u. John Hughes                                                    | Metamorphosen                                                            | Ovid |
| Giulio Cesare                                                                          | Julius Caesar                                                                          | Georg Friedrich Händel              | 1724                                                                                  | 20. Feb. 1724                                | Nicola Francesco Haym                                                                      |                                                                          | |
| Alcina                                                                                 | Alcina                                                                                 | Georg Friedrich Händel              | 1735                                                                                  | 16. April 1735                               | unbekannt                                                                                  |                                                                          | |
| Serse                                                                                  | Xerxes                                                                                 | Georg Friedrich Händel              | 1738                                                                                  | 15. Apr. 1738                                | unbekannt                                                                                  |                                                                          | Niccolò Miniato |
| Artaserse                                                                              | Artaxerxes                                                                             | Johann Adolph Hasse                 | 1730                                                                                  | Feb. 1730                                    | Pietro Metastasio                                                                          | Artaserse                                                                | Pietro Metastasio |
| Artemisia                                                                              | Artemisia                                                                              | Johann Adolph Hasse                 | 1754                                                                                  | 6. Feb. 1754                                 | Giovanni Ambrogio Migliavacca                                                              | Historien des Herodot                                                    | Herodot, Polyainos, Pausanias u. a. |
| Simplicius Simplicissimus                                                              | Des Simplicius Simplicissimus Jugend                                                   | Karl Amadeus Hartmann               | 1934–1936                                                                             | 1948                                         | Hermann Scherchen und Karl Amadeus Hartmann                                                | Der abenteuerliche Simplicissimus                                        | Hans Jakob Christoffel von Grimmelshausen                                                                                              |
| Lo speziale                                                                            | Der Apotheker                                                                          | Joseph Haydn                        | 1768                                                                                  | 1768                                         | Carlo Goldoni                                                                              |                                                                          | |
| L’isola disabitata                                                                     | Die unbewohnte Insel                                                                   | Joseph Haydn                        | 1779                                                                                  | 1779                                         | Pietro Metastasio                                                                          |                                                                          | |
| Il mondo della luna                                                                    | Die Welt auf dem Monde                                                                 | Joseph Haydn                        | 1777                                                                                  | 3. Aug. 1777                                 | Carlo Goldoni                                                                              |                                                                          | |
| Die Bassariden                                                                         | Die Bassariden                                                                         | Hans Werner Henze                   | 1965                                                                                  | 6. Aug. 1966                                 | Wystan Hugh Auden und Chester Kallman                                                      | Die Bakchen                                                              | Euripides |
| Der junge Lord                                                                         | Der junge Lord                                                                         | Hans Werner Henze                   | 1965                                                                                  | 7. Apr. 1965                                 | Ingeborg Bachmann                                                                          | Der junge Engländer oder Der Affe als Mensch                             | Wilhelm Hauff |
| König Hirsch                                                                           | König Hirsch                                                                           | Hans Werner Henze                   | 1953–1956                                                                             | 23. Sep. 1956                                | Heinz von Cramer                                                                           | Il ré cervo                                                              | Carlo Gozzi |
| Der Prinz von Homburg                                                                  | Der Prinz von Homburg                                                                  | Hans Werner Henze                   | 1960                                                                                  | 22. Mai 1960                                 | Ingeborg Bachmann                                                                          | Prinz Friedrich von Homburg oder die Schlacht bei Fehrbellin             | Heinrich von Kleist |
| Venus and Adonis                                                                       | Venus and Adonis                                                                       | Hans Werner Henze                   | 1997                                                                                  | 11. Jan. 1997                                | Hans-Ulrich Treichel                                                                       | Venus und Adonis                                                         | Ovid |
| Das Wundertheater                                                                      | Das Wundertheater                                                                      | Hans Werner Henze                   | 1949                                                                                  | 7. Mai 1949                                  | Adolf Graf von Schack                                                                      | El retablo de las maravillas                                             | Miguel de Cervantes |
| Der Goggolori                                                                          | Der Goggolori                                                                          | Wilfried Hiller                     | 1985                                                                                  | 3. Feb. 1985                                 | Michael Ende                                                                               |                                                                          | (eine bairische Mär) |
| Tranquilla Trampeltreu                                                                 | Tranquilla Trampeltreu                                                                 | Wilfried Hiller                     | 1980–1981                                                                             | 9. Juli 1981                                 | Michael Ende                                                                               |                                                                          | (nach einer Fabel) |
| Die chinesische Nachtigall                                                             | Die chinesische Nachtigall                                                             | Esther Hilsberg                     | 2009                                                                                  | 21. Juni 2009                                | Holger Pototzki                                                                            | Die chinesische Nachtigall                                               | Hans Christian Andersen |
| Die Schneekönigin                                                                      | Die Schneekönigin                                                                      | Esther Hilsberg                     | 2002–2003                                                                             | 9. Sep. 2003                                 | Kerstin Weiss                                                                              | Die Schneekönigin                                                        | Hans Christian Andersen |
| Cardillac                                                                              | Cardillac                                                                              | Paul Hindemith                      | 1926                                                                                  | 9. Nov. 1926                                 | Ferdinand Lion                                                                             | Das Fräulein von Scuderi                                                 | E. T. A. Hoffmann |
| Die Harmonie der Welt                                                                  | Die Harmonie der Welt                                                                  | Paul Hindemith                      | 1951–1957                                                                             | 11. Aug. 1957                                | Paul Hindemith                                                                             |                                                                          | |
| Hin und zurück                                                                         | Hin und zurück                                                                         | Paul Hindemith                      | 1927                                                                                  | 17. Juli 1927                                | Marcellus Schiffer                                                                         |                                                                          | |
| Mathis der Maler                                                                       | Mathis der Maler                                                                       | Paul Hindemith                      | 1934                                                                                  | 28. Mai 1938                                 | Paul Hindemith                                                                             |                                                                          | |
| Neues vom Tage                                                                         | Neues vom Tage                                                                         | Paul Hindemith                      | 1929                                                                                  | 8. Juni 1929                                 | Marcellus Schiffer                                                                         |                                                                          | |
| Bremer Freiheit                                                                        | Bremer Freiheit                                                                        | Adriana Hölszky                     | 1987                                                                                  | 4. Juni 1988                                 | Thomas Körner                                                                              | Bremer Freiheit                                                          | Rainer Werner Fassbinder |
| Die Wände                                                                              | Die Wände                                                                              | Adriana Hölszky                     | 1993–1995                                                                             | 20. Mai 1995                                 | Thomas Körner                                                                              | Les paravents                                                            | Jean Genet |
| Undine                                                                                 | Undine                                                                                 | E. T. A. Hoffmann                   | 1816                                                                                  | 3. Aug. 1816                                 | Friedrich de la Motte Fouqué                                                               | Undine (Märchennovelle)                                                  | Friedrich de la Motte Fouqué |
| Jeanne d’Arc au bûcher                                                                 | Johanna auf dem Scheiterhaufen                                                         | Arthur Honegger                     | 1938                                                                                  | 12. Mai 1938                                 | Paul Claudel                                                                               | Die Jungfrau von Orleans                                                 | Friedrich Schiller |
| Schattenlos                                                                            | Schattenlos                                                                            | Margarete Huber                     | 2018                                                                                  | 9. Nov. 2018                                 | Steffen Thiemann                                                                           | Peter Schlemiehls wundersame Geschichte                                  | Adelbert von Chamisso |
| Hänsel und Gretel                                                                      | Hänsel und Gretel                                                                      | Engelbert Humperdinck               | 1893                                                                                  | 23. Dez. 1893                                | Adelheid Wette                                                                             | Hänsel und Gretel                                                        | Brüder Grimm |
| Königskinder                                                                           | Königskinder                                                                           | Engelbert Humperdinck               | 1897 / 1910                                                                           | 23. Jan. 1897                                | Ernst Rosmer (= Elsa Bernstein)                                                            | Königskinder                                                             | Ernst Rosmer (= Elsa Bernstein) |
| Der Rattenfänger von Hameln                                                            | Der Rattenfänger von Hameln                                                            | Alfred Huth                         | 1922–1924                                                                             |                                              | Ella Huth                                                                                  |                                                                          | |
| Die Zwillinge                                                                          | Die Zwillinge                                                                          | Alfred Huth                         | 1958                                                                                  |                                              |                                                                                            | Plautus                                                                  | Die Zwillinge |
| Její pastorkyňa                                                                        | Jenufa                                                                                 | Leoš Janáček                        | 1904                                                                                  | 21. Jan. 1904                                | Leoš Janáček                                                                               | Ihre Stieftochter                                                        | Gabriela Preissová |
| Káťa Kabanová                                                                          | Katja Kabanova                                                                         | Leoš Janáček                        | 1921                                                                                  | 23. Nov. 1921                                | Leoš Janáček                                                                               | Gewitter                                                                 | Alexander Nikolajewitsch Ostrowski |
| Příhody lišky bystroušky                                                               | Das schlaue Füchslein                                                                  | Leoš Janáček                        | 1924                                                                                  | 6. Nov. 1924                                 | Leoš Janáček                                                                               | Abenteuer des Füchsleins Schlaukopf                                      | Rudolf Těsnohlídek |
| Věc Makropulos                                                                         | Die Sache Makropulos                                                                   | Leoš Janáček                        | 1926                                                                                  | 18. Dez. 1926                                | Leoš Janáček                                                                               | Věc Makropulos                                                           | Karel Čapek |
| Z mrtvého domu                                                                         | Aus einem Totenhaus                                                                    | Leoš Janáček                        | 1928                                                                                  | 1930                                         | Leoš Janáček                                                                               | Aufzeichnungen aus einem Totenhaus                                       | Fjodor Michailowitsch Dostojewski |
| Jürg Jenatsch                                                                          | Jürg Jenatsch                                                                          | Heinrich Kaminski                   | 1927                                                                                  | 1929                                         |                                                                                            |                                                                          | |
| Das Spiel vom König Aphelius                                                           | Das Spiel vom König Aphelius                                                           | Heinrich Kaminskiq                  | 1946                                                                                  | 1950                                         |                                                                                            |                                                                          | |
| König Midas                                                                            | König Midas                                                                            | Wilhelm Kempff                      | 1930                                                                                  | 18. Jan. 1931                                | Wilhelm Kempff                                                                             | Das Urteil des Midas                                                     | Christoph Martin Wieland |
| Karin Lenz                                                                             | Karin Lenz                                                                             | Günter Kochan                       | 1968–1970                                                                             | 2. Okt. 1971                                 | Erik Neutsch                                                                               |                                                                          | |
| Die tote Stadt                                                                         | Die tote Stadt                                                                         | Erich Wolfgang Korngold             | 1920                                                                                  | 4. Dez. 1920                                 | Paul Schott (= Julius Korngold)                                                            | Das tote Brügge (Bruges-la-morte)                                        | Georges Rodenbach |
| Brundibár                                                                              | Brundibár                                                                              | Hans Krása                          | 1938                                                                                  | 1941                                         | Adolf Hoffmeister                                                                          |                                                                          | |
| Jonny spielt auf                                                                       | Jonny spielt auf                                                                       | Ernst Krenek                        | 1926                                                                                  | 10. Feb. 1927                                | Ernst Krenek                                                                               |                                                                          | |
| Melusina                                                                               | Melusina                                                                               | Conradin Kreutzer                   | 1833                                                                                  | 27. Feb. 1833                                | Franz Grillparzer                                                                          | Melusina                                                                 | Franz Grillparzer |
| Das Nachtlager in Granada                                                              | Das Nachtlager in Granada                                                              | Conradin Kreutzer                   | 1833                                                                                  | 13. Jan. 1834                                | Karl Johann Braun von Braunthal                                                            | Das Nachtlager von Granada                                               | Johann Friedrich Kind |
| Antikrist                                                                              | Antichrist                                                                             | Rued Langgaard                      | 1921–1923, 1926–1930                                                                  |                                              |                                                                                            |                                                                          | |
| Vildstjernelys                                                                         |                                                                                        | Rued Langgaard                      | 1921–1923/1946                                                                        |                                              |                                                                                            |                                                                          | |
| Die schlaue Susanne                                                                    | Die schlaue Susanne                                                                    | Franz Xaver Lehner                  | 1951                                                                                  | 13. Jan. 1952                                | Hans Schlegel                                                                              |                                                                          | Lope de Vega |
| Pagliacci                                                                              | Der Bajazzo                                                                            | Ruggero Leoncavallo                 | 1892                                                                                  | 22. Mai 1892                                 | Ruggero Leoncavallo                                                                        |                                                                          | |
| La Bohème                                                                              | La Bohème                                                                              | Ruggero Leoncavallo                 | 1897                                                                                  | 6. Mai 1897                                  | Ruggero Leoncavallo                                                                        | Scènes de la vie de bohème                                               | Henri Murger |
| Leonore 40/45                                                                          | Leonore 40/45                                                                          | Rolf Liebermann                     | 1951                                                                                  | 26. März 1952                                | Heinrich Strobel                                                                           |                                                                          | |
| Ali Pascha von Janina                                                                  | Ali Pascha von Janina                                                                  | Albert Lortzing                     | 1823/1824                                                                             | 1. Feb. 1828                                 | Albert Lortzing                                                                            |                                                                          | |
| Die Schatzkammer des Ynka                                                              | Die Schatzkammer des Ynka                                                              | Albert Lortzing                     | 1836                                                                                  | keine                                        | Robert Blum                                                                                | Die Schatzkammer der Ynka                                                | Karl Adolf von Wachsmann |
| Die beiden Schützen                                                                    | Die beiden Schützen                                                                    | Albert Lortzing                     | 1837                                                                                  | 20. Feb. 1837                                | Albert Lortzing                                                                            | Les Méprises par ressemblance                                            | André-Ernest-Modeste Grétry |
| Hans Sachs                                                                             | Hans Sachs                                                                             | Albert Lortzing                     | 1840                                                                                  | 23. Juni 1840                                | Albert Lortzing, Philipp Reger und Philipp Jakob Düringer                                  | Hans Sachs                                                               | Johann Ludwig Deinhardstein |
| Die Opernprobe                                                                         | Die Opernprobe                                                                         | Albert Lortzing                     | 1851                                                                                  | 20. Jan. 1853                                | Albert Lortzing                                                                            |                                                                          | |
| Regina                                                                                 | Regina                                                                                 | Albert Lortzing                     | 1848                                                                                  | 21. März 1899                                | Albert Lortzing                                                                            |                                                                          | |
| Rolands Knappen                                                                        | Rolands Knappen                                                                        | Albert Lortzing                     | 1849                                                                                  | 1849                                         | Albert Lortzing                                                                            |                                                                          | Johann Karl August Musäus |
| Undine                                                                                 | Undine                                                                                 | Albert Lortzing                     | 1845                                                                                  | 21. Apr. 1845                                | Albert Lortzing                                                                            | Undine (Erzählung)                                                       | Friedrich de la Motte Fouqué |
| Der Waffenschmied                                                                      | Der Waffenschmied                                                                      | Albert Lortzing                     | 1846                                                                                  | 31. Mai 1846                                 | Albert Lortzing                                                                            | Liebhaber und Nebenbuhler in einer Person                                | Friedrich Wilhelm Ziegler |
| Der Wildschütz                                                                         | Der Wildschütz                                                                         | Albert Lortzing                     | 1842                                                                                  | 31. Dez. 1842                                | Albert Lortzing                                                                            | Der Rehbock                                                              | August von Kotzebue |
| Zar und Zimmermann                                                                     | Zar und Zimmermann                                                                     | Albert Lortzing                     | 1837                                                                                  | 22. Dez. 1837                                | Albert Lortzing                                                                            | Le bourgmestre de Sardam                                                 | Mélisville, Merle und Boire |
| Schneider Wibbel                                                                       | Schneider Wibbel                                                                       | Mark Lothar                         | 1937                                                                                  | 12. Mai 1938                                 | Hans Müller-Schlösser                                                                      | Schneider Wibbel                                                         | Hans Müller-Schlösser |
| Les fêtes de l'Amour et de Bacchus                                                     | Les fêtes de l’Amour et de Bacchus                                                     | Jean-Baptiste Lully                 | 1672                                                                                  | 11. Nov. 1672                                | Quinault, Benserade, Perigny, Molière                                                      |                                                                          | |
| Cadmus et Hermione                                                                     | Cadmus et Hermione                                                                     | Jean-Baptiste Lully                 | 1673                                                                                  | 15. Apr. 1673                                | Philippe Quinault                                                                          | Metamorphosen                                                            | Ovid |
| Alceste ou Le triomphe d’Alcide                                                        | Alceste ou Le triomphe d’Alcide                                                        | Jean-Baptiste Lully                 | 1674                                                                                  | Jan. 1674                                    | Philippe Quinault                                                                          |                                                                          | Euripides |
| Thésée                                                                                 | Thésée                                                                                 | Jean-Baptiste Lully                 | 1674                                                                                  | 11. Jan. 1675                                | Philippe Quinault                                                                          | Metamorphosen                                                            | Ovid |
| Atys                                                                                   | Atys                                                                                   | Jean-Baptiste Lully                 | 1676                                                                                  | 10. Jan. 1676                                | Philippe Quinault                                                                          | Fasti                                                                    | Ovid |
| Isis                                                                                   | Isis                                                                                   | Jean-Baptiste Lully                 | 1676                                                                                  | 5. Jan. 1677                                 | Philippe Quinault                                                                          | Metamorphosen                                                            | Ovid |
| Psyché                                                                                 | Psyché                                                                                 | Jean-Baptiste Lully                 | 1678                                                                                  | 19. Apr. 1678                                | Thomas Corneille                                                                           |                                                                          | |
| Bellérophon                                                                            | Bellérophon                                                                            | Jean-Baptiste Lully                 | 1679                                                                                  | 31. Jan. 1679                                | Thomas Corneille                                                                           | Théogonie                                                                | |
| Proserpine                                                                             | Proserpine                                                                             | Jean-Baptiste Lully                 | 1680                                                                                  | 3. Feb. 1680                                 | Philippe Quinault                                                                          | Metamorphosen                                                            | Ovid |
| Persée                                                                                 | Persée                                                                                 | Jean-Baptiste Lully                 | 1682                                                                                  | 18. Apr. 1682                                | Philippe Quinault                                                                          | Metamorphosen                                                            | Ovid |
| Phaëton                                                                                | Phaëton                                                                                | Jean-Baptiste Lully                 | 1682                                                                                  | 6. Jan. 1683                                 | Philippe Quinault                                                                          | Metamorphosen                                                            | Ovid |
| Amadis                                                                                 | Amadis                                                                                 | Jean-Baptiste Lully                 | 1684                                                                                  | 18. Jan. 1684                                | Philippe Quinault                                                                          |                                                                          | |
| Roland                                                                                 | Roland                                                                                 | Jean-Baptiste Lully                 | 1684                                                                                  | 8. Jan. 1685                                 | Philippe Quinault                                                                          | Der rasende Roland                                                       | Ludovico Ariosto |
| Armide                                                                                 | Armide                                                                                 | Jean-Baptiste Lully                 | 1686                                                                                  | 15. Feb. 1686                                | Philippe Quinault                                                                          | Gerusalemme liberata                                                     | Torquato Tasso |
| Acis et Galatée                                                                        | Acis et Galatée                                                                        | Jean-Baptiste Lully                 | 1686                                                                                  | 6. Sep. 1686                                 | Jean-Galbert de Campistron                                                                 |                                                                          | |
| Orontée                                                                                | Oronte                                                                                 | Jean-Louis Lully                    | 1688                                                                                  |                                              |                                                                                            |                                                                          | |
| 1984                                                                                   | 1984                                                                                   | Lorin Maazel                        | 2005                                                                                  | 3. Mai 2005                                  | J. D. McClatchy und Thomas Meehan                                                          | 1984                                                                     | George Orwell |
| Robin Hood                                                                             | Robin Hood                                                                             | George Alexander Macfarren          | 1860                                                                                  | 11. Okt. 1860                                | John Oxenford                                                                              |                                                                          | |
| Helvellyn                                                                              | Helvellyn                                                                              | George Alexander Macfarren          | 1864                                                                                  | 3. Nov. 1864                                 | John Oxenford                                                                              | Der Sonnwendhof                                                          | Salomon Mosenthal |
| Akhmatowa (Oper)                                                                       | Akhmatowa                                                                              | Bruno Mantovani                     | 2010                                                                                  | 28. März 2011                                | Christophe Ghristi                                                                         |                                                                          | |
| L’Autre côté                                                                           | Die andere Seite                                                                       | Bruno Mantovani                     | 2000                                                                                  | 2006                                         | François Regnault                                                                          | Die andere Seite                                                         | Alfred Kubin |
| Salome                                                                                 | Salome                                                                                 | Antoine Mariotte                    | 1907                                                                                  | 30. Okt. 1908                                | Antoine Mariotte                                                                           | Salome                                                                   | Oscar Wilde |
| Der Vampyr                                                                             | Der Vampyr                                                                             | Heinrich Marschner                  | 1828                                                                                  | 29. März 1828                                | Wilhelm August Wohlbrück                                                                   | Der Vampyr                                                               | John Polidori |
| Hans Heiling                                                                           | Hans Heiling                                                                           | Heinrich Marschner                  | 1833                                                                                  | 24. Mai 1833                                 | Eduard Devrient                                                                            | nach einer deutsch-böhmischen Volkssage                                  | |
| Der Sturm                                                                              | Der Sturm                                                                              | Frank Martin                        | 1955                                                                                  | 1956                                         |                                                                                            | The tempest                                                              | William Shakespeare |
| The Greek Passion                                                                      | Griechische Passion                                                                    | Bohuslav Martinů                    | 1961                                                                                  | 9. Juni 1961                                 | Bohuslav Martinů                                                                           | Der wiedergekreuzigte Christus                                           | Nikos Kazantzakis |
| Der Tartuffe                                                                           | Der Tartuffe                                                                           | Hans-Joachim Marx                   | 1996–1997                                                                             | 1998                                         | Horst Reichel                                                                              | Tartuffe ou L’Imposteur                                                  | Molière |
| Der Tartuffe (Neufassung)                                                              | Der Tartuffe                                                                           | Hans-Joachim Marx                   | 1999–2000                                                                             | 2001                                         | Stephan Steinmetz                                                                          | Tartuffe ou L’Imposteur                                                  | Molière |
| Wittkopp. Kinderoper                                                                   | Wittkopp. Kinderoper                                                                   | Hans-Joachim Marx                   | 1983                                                                                  | 1983                                         | Margret Rettich                                                                            |                                                                          | |
| Cavalleria rusticana                                                                   | Cavalleria rusticana                                                                   | Pietro Mascagni                     | 1890                                                                                  | 17. Mai 1890                                 | Verga von Giovanni Targioni-Tozzetti, Guido Mencasi                                        |                                                                          | |
| L’amico Fritz                                                                          | Freund Fritz                                                                           | Pietro Mascagni                     | 1891                                                                                  | 31. Okt. 1891                                | Nicola Daspuro                                                                             | L’ami Fritz                                                              | Erckmann-Chatrian |
| Guglielmo Ratcliff                                                                     | William Ratcliff                                                                       | Pietro Mascagni                     | 1894                                                                                  | 16. Feb. 1895                                | Andrea Maffei                                                                              | William Ratcliff                                                         | Heinrich Heine |
| Iris                                                                                   | Iris                                                                                   | Pietro Mascagni                     | 1898                                                                                  | 22. Nov. 1898                                | Luigi Illica                                                                               |                                                                          | |
| Amica                                                                                  | Amica                                                                                  | Pietro Mascagni                     | 1904                                                                                  | 16. März 1905                                | Paul de Choudens                                                                           |                                                                          | |
| Isabeau                                                                                | Isabeau                                                                                | Pietro Mascagni                     | 1911                                                                                  | 2. Juni 1911                                 | Luigi Illica                                                                               | Legende der Lady Godiva                                                  | |
| Parisina                                                                               | Parisina                                                                               | Pietro Mascagni                     | 1913                                                                                  | 15. Dez. 1913                                | Gabriele D’Annunzio                                                                        | Parisina                                                                 | George Gordon Byron |
| Il piccolo Marat                                                                       | Der kleine Marat                                                                       | Pietro Mascagni                     | 1919–1921                                                                             | 2. Mai 1921                                  | Giovacchino Forzano, Giovanni Targioni-Tozzetti                                            | Les Noyades de Nantes (u. a.)                                            | Georges Lenôtres (u. a.) |
| Manon                                                                                  | Manon                                                                                  | Jules Massenet                      | 1884                                                                                  | 19. Jan. 1884                                | Henri Meilhac                                                                              | L’histoire du chevalier Des Grieux et de Manon Lescaut                   | Abbé Prévost d’Exiles |
| Werther                                                                                | Werther                                                                                | Jules Massenet                      | 1891                                                                                  | 16. Feb. 1892                                | Édouard Blau, Paul Milliet, Georges Hartmann                                               | Die Leiden des jungen Werthers                                           | Johann Wolfgang von Goethe |
| Thaïs                                                                                  | Thaïs                                                                                  | Jules Massenet                      | 1892/93                                                                               | 16. März 1894                                | Louis Gallet                                                                               | Thaïs                                                                    | Anatole France |
| Die Heimkehr aus der Fremde                                                            | Die Heimkehr aus der Fremde                                                            | Felix Mendelssohn Bartholdy         | 1829                                                                                  | 22. Dez. 1829                                | Karl Klingemann                                                                            |                                                                          | |
| Amahl and the Night Visitors                                                           | Amahl und die nächtlichen Besucher                                                     | Gian Carlo Menotti                  | 1951                                                                                  | 24. Dez. 1951                                | Gian Carlo Menotti                                                                         |                                                                          | |
| Amelia al ballo                                                                        | Amelia geht zum Ball                                                                   | Gian Carlo Menotti                  | 1936, 1937                                                                            | 1. Apr. 1937                                 | Gian Carlo Menotti                                                                         |                                                                          | |
| The Old Maid and the Thief                                                             | Die alte Jungfer und der Dieb                                                          | Gian Carlo Menotti                  | 1939                                                                                  | 22. Apr. 1939                                | Gian Carlo Menotti                                                                         |                                                                          | |
| Goya                                                                                   | Goya                                                                                   | Gian Carlo Menotti                  | 1986                                                                                  | 11. Nov. 1986                                | Gian Carlo Menotti                                                                         |                                                                          | |
| Help, Help the Globolinks!                                                             | Hilfe, Hilfe, die Globolinks                                                           | Gian Carlo Menotti                  | 1968                                                                                  | 21. Dez. 1968                                | Gian Carlo Menotti                                                                         |                                                                          | |
| The Consul                                                                             | Der Konsul                                                                             | Gian Carlo Menotti                  | 1950                                                                                  | 15. März 1950                                | Gian Carlo Menotti                                                                         |                                                                          | |
| The Last Savage                                                                        | Der letzte Wilde                                                                       | Gian Carlo Menotti                  | 1963                                                                                  | 21. Okt. 1963                                | Gian Carlo Menotti                                                                         |                                                                          | |
| The Medium                                                                             | Das Medium                                                                             | Gian Carlo Menotti                  | 1946                                                                                  | 8. Mai 1946                                  | Gian Carlo Menotti                                                                         |                                                                          | |
| The Telephone, or L’amour à trois                                                      | Das Telefon oder Die Liebe zu dritt                                                    | Gian Carlo Menotti                  | 1947                                                                                  | 18. Feb. 1947                                | Gian Carlo Menotti                                                                         |                                                                          | |
| Robert le diable                                                                       | Robert der Teufel                                                                      | Giacomo Meyerbeer                   | 1831                                                                                  | 21. Nov. 1831                                | Eugène Scribe                                                                              |                                                                          | |
| Les Huguenots                                                                          | Die Hugenotten                                                                         | Giacomo Meyerbeer                   | 1836                                                                                  | 29. Feb. 1836                                | Eugène Scribe, Émile Deschamps                                                             |                                                                          | |
| Le prophète                                                                            | Der Prophet                                                                            | Giacomo Meyerbeer                   | 1849                                                                                  | 1849                                         | Eugène Scribe, Émile Deschamps                                                             |                                                                          | |
| L’Africaine                                                                            | Die Afrikanerin                                                                        | Giacomo Meyerbeer                   | 1864                                                                                  | 28. Apr. 1865                                | Eugène Scribe                                                                              |                                                                          | |
| Le pauvre matelot                                                                      | Der arme Matrose                                                                       | Darius Milhaud                      | 1927                                                                                  | 12. Dez. 1927                                | Jean Cocteau                                                                               |                                                                          | |
| Straszny Dwór                                                                          | Das Gespensterschloss                                                                  | Stanisław Moniuszko                 | 1863                                                                                  | 1863                                         | Jan Chęciński                                                                              |                                                                          | |
| Halka                                                                                  | Halka                                                                                  | Stanisław Moniuszko                 | 1846                                                                                  | 1848                                         | Włodzimierz Wolski                                                                         |                                                                          | |
| L’Arianna                                                                              | Arianna                                                                                | Claudio Monteverdi                  | 1608                                                                                  | 28. Mai 1608                                 | Ottavio Rinuccini                                                                          | Griechische Mythologie                                                   | |
| L’incoronazione di Poppea                                                              | Die Krönung der Poppea                                                                 | Claudio Monteverdi                  | 1642                                                                                  | 1642                                         | Giovanni Francesco Busenello                                                               |                                                                          | |
| L’Orfeo                                                                                | Orpheus                                                                                | Claudio Monteverdi                  | 1607                                                                                  | 24. Feb. 1607                                | Alessandro Striggio                                                                        |                                                                          | |
| Il ritorno d’Ulisse in patria                                                          | Il ritorno d’Ulisse in patria                                                          | Claudio Monteverdi                  | 1640                                                                                  | Feb. 1640                                    | Giacomo Badoaro                                                                            | Odyssee                                                                  | Homer |
| Bastien und Bastienne                                                                  | Bastien und Bastienne                                                                  | Wolfgang Amadeus Mozart             | 1768                                                                                  | 7. Dez. 1768                                 | Friedrich Wilhelm Weiskern, Johann Heinrich Friedrich Müller und Johann Andreas Schachtner | les amours de Bastien et Bastienne                                       | Charles-Simon Favart, Marie Duronceray (Marie-Justine Benoîte-Favart) und Harny de Guervilles nach Jean-Jacques Rousseau               |
| La finta semplice                                                                      | Die verstellte Einfalt                                                                 | Wolfgang Amadeus Mozart             | 1768                                                                                  | 1. Mai 1769                                  |                                                                                            |                                                                          | |
| Ascanio in Alba                                                                        | Ascanio in Alba                                                                        | Wolfgang Amadeus Mozart             | 1771                                                                                  | 17. Okt. 1771                                |                                                                                            |                                                                          | |
| Il sogno di Scipione                                                                   | Der Traum des Scipio                                                                   | Wolfgang Amadeus Mozart             | 1772                                                                                  |                                              |                                                                                            |                                                                          | |
| Il re pastore                                                                          | Der König als Hirte                                                                    | Wolfgang Amadeus Mozart             | 1775                                                                                  | 23. Apr. 1775                                |                                                                                            |                                                                          | |
| La finta giardiniera                                                                   | Die Gärtnerin aus Liebe                                                                | Wolfgang Amadeus Mozart             | 1774/75                                                                               | 13. Jan. 1775                                | Giuseppe Petrosellini                                                                      |                                                                          | |
| L’oca del Cairo (Fragment)                                                             | Die Gans von Kairo                                                                     | Wolfgang Amadeus Mozart             | 1783                                                                                  |                                              |                                                                                            |                                                                          | |
| Lo sposo deluso (Fragment)                                                             | Der betrogene Ehemann                                                                  | Wolfgang Amadeus Mozart             | 1783                                                                                  |                                              |                                                                                            |                                                                          | |
| Der Schauspieldirektor                                                                 | Der Schauspieldirektor                                                                 | Wolfgang Amadeus Mozart             | 1786                                                                                  | 7. Feb. 1786                                 | Johann Gottlieb Stephanie d.J.                                                             |                                                                          | |
| Mitridate, re di Ponto                                                                 | Mithridates, König von Ponto                                                           | Wolfgang Amadeus Mozart             | 1770                                                                                  | 26. Dez. 1770                                | Vittorio Amedeo Cigna-Santi                                                                | Mithridate                                                               | Jean Racine |
| La clemenza di Tito                                                                    | La Clemenza di Tito                                                                    | Wolfgang Amadeus Mozart             | 1791                                                                                  | 6. Sep. 1791                                 | Pietro Metastasio                                                                          |                                                                          | |
| Così fan tutte                                                                         | Così fan tutte                                                                         | Wolfgang Amadeus Mozart             | 1789                                                                                  | 26. Jan. 1790                                | Lorenzo da Ponte                                                                           |                                                                          | |
| Don Giovanni                                                                           | Don Juan                                                                               | Wolfgang Amadeus Mozart             | 1787                                                                                  | 29. Okt. 1787                                | Lorenzo da Ponte                                                                           | Don-Juan-Stoff                                                           | Tirso de Molina |
| Die Entführung aus dem Serail                                                          | Die Entführung aus dem Serail                                                          | Wolfgang Amadeus Mozart             | 1782                                                                                  | 16. Juli 1782                                | freie Bearbeitung von Johann Gottlieb Stephanie d. J.                                      |                                                                          | Christoph Friedrich Bretzner |
| Idomeneo, Re di Creta                                                                  | Idomeneus                                                                              | Wolfgang Amadeus Mozart             | 1781                                                                                  | 29. Jan. 1781                                | Giambattista Varesco                                                                       | Idoménée                                                                 | Antoine Danchet |
| Le nozze di Figaro                                                                     | Die Hochzeit des Figaro oder Figaros Hochzeit                                          | Wolfgang Amadeus Mozart             | 1786                                                                                  | 1. Mai 1786                                  | Lorenzo da Ponte                                                                           | La Folle Journée, ou Le Mariage de Figaro                                | Pierre Augustin Caron de Beaumarchais                                                                                                  |
| Die Zauberflöte                                                                        | Die Zauberflöte                                                                        | Wolfgang Amadeus Mozart             | 1791                                                                                  | 30. Sep. 1791                                | Emanuel Schikaneder                                                                        | Lulu oder die Zauberflöte                                                | August Jacob Liebeskind, Christoph Martin Wieland, Karl Friedrich Hensler                                                              |
| Zaide                                                                                  | Zaide                                                                                  | Wolfgang Amadeus Mozart             | 1781                                                                                  | 27. Jan. 1861                                | Johann Andreas Schachtner                                                                  | Zaide, Das Serail                                                        | Voltaire, Joseph Friebert |
| Lucio Silla                                                                            | Lucio Silla                                                                            | Wolfgang Amadeus Mozart             | 1772                                                                                  | 26. Nov. 1772                                | Giovanni de Gamerra                                                                        |                                                                          | |
| Boris Godunow                                                                          | Boris Godunow                                                                          | Modest Mussorgski                   | 1874                                                                                  | 8. Feb. 1874                                 | Modest Mussorgski                                                                          | Boris Godunow                                                            | Alexander Puschkin |
| Chowanschtschina                                                                       | Chowanschtschina                                                                       | Modest Mussorgski                   | 1881                                                                                  | 21. Feb. 1886                                | Modest Mussorgski                                                                          |                                                                          | |
| Die lustigen Weiber von Windsor                                                        | Die lustigen Weiber von Windsor                                                        | Otto Nicolai                        | 1849                                                                                  | 9. März 1849                                 | Salomon Hermann Mosenthal                                                                  | Die lustigen Weiber von Windsor                                          | William Shakespeare |
| Il templario                                                                           | Der Tempelritter                                                                       | Otto Nicolai                        | 1840                                                                                  |                                              | Girolamo Maria Marini                                                                      | Ivanhoe                                                                  | Walter Scott |
| Al gran sole carico d’amore                                                            | Unter der großen Sonne von Liebe beladen                                               | Luigi Nono                          | 1975                                                                                  | 4. Apr. 1975                                 | Luigi Nono und Jurij Ljubimow                                                              |                                                                          | |
| Intolleranza 1960                                                                      | Intolleranza 1960                                                                      | Luigi Nono                          | 1960                                                                                  | 13. Apr. 1961                                | Maria Ripellini und Luigi Nono                                                             |                                                                          | |
| Prometeo                                                                               | Prometeo                                                                               | Luigi Nono                          | 1960                                                                                  | 25. Sep. 1984                                | Massimo Cacciari                                                                           |                                                                          | |
| Les Contes d'Hoffmann                                                                  | Hoffmanns Erzählungen                                                                  | Jacques Offenbach                   | 1880                                                                                  | 10. Feb. 1881                                | Jules Barbier                                                                              | verschiedene Werke                                                       | E. T. A. Hoffmann |
| Les Fées du Rhin                                                                       | Die Rheinnixen                                                                         | Jacques Offenbach                   | 1864                                                                                  | 4. Feb. 1864                                 | Charles Nuitter                                                                            |                                                                          | |
| Antigonae                                                                              | Antigonae                                                                              | Carl Orff                           | 1949                                                                                  | 9. Aug. 1949                                 | Friedrich Hölderlin                                                                        | Antigone                                                                 | Sophokles |
| Astutuli                                                                               | Astutuli                                                                               | Carl Orff                           | 1953                                                                                  | 20. Okt. 1953                                | Carl Orff                                                                                  |                                                                          | |
| Die Bernauerin                                                                         | Die Bernauerin                                                                         | Carl Orff                           | 1947                                                                                  | 8. Juni 1947                                 | Carl Orff                                                                                  |                                                                          | |
| Die Kluge                                                                              | Die Kluge                                                                              | Carl Orff                           | 1943                                                                                  | 20. Feb. 1943                                | Carl Orff                                                                                  | Die kluge Bauerntochter                                                  | Grimms Märchen |
| Der Mond                                                                               | Der Mond                                                                               | Carl Orff                           | 1939                                                                                  | 5. Feb. 1939                                 | Carl Orff                                                                                  | Der Mond                                                                 | Grimms Märchen |
| Il barbiere di Siviglia, ovvero La precuzione inutile                                  | Der Barbier von Sevilla                                                                | Giovanni Paisiello                  | 1782                                                                                  | 15. Sep. 1782                                | Giuseppe Petrosellini                                                                      | Le Barbier de Seville                                                    | Pierre Augustin Caron de Beaumarchais                                                                                                  |
| Nina ossia la pazza per amore                                                          | Nina                                                                                   | Giovanni Paisiello                  | 1789                                                                                  | 25. Juni 1789                                | Giuseppe Carpani und Giambattista Lorenzi                                                  | Nina, ou La folle par amour                                              | Benoît-Joseph Marsollier des Vivetières                                                                                                |
| Die Teufel von Loudun                                                                  | Die Teufel von Loudun                                                                  | Krzysztof Penderecki                | 1968–1969                                                                             | 20. Juni 1969                                | Krzysztof Penderecki                                                                       | The Devils of Loudun                                                     | Aldous Huxley |
| La serva padrona                                                                       | Die Magd als Herrin                                                                    | Giovanni Battista Pergolesi         | 1733                                                                                  | 1733                                         | Gennaro Antonio Federico                                                                   |                                                                          | |
| L’Euridice favola drammatica                                                           | Euridice                                                                               | Jacopo Peri                         | 1600                                                                                  | 6. Okt. 1600                                 | Ottavio Rinuccini                                                                          | Orpheussage der griechischen Mythologie                                  | |
| Pastorale                                                                              | Pastorale                                                                              | Gérard Pesson                       | 2006                                                                                  | 2006 (konzertant)                            | Gérard Pesson                                                                              | L’Astrée (Schäferroman)                                                  | Honoré d’Urfé |
| Der arme Heinrich                                                                      | Der arme Heinrich                                                                      | Hans Pfitzner                       | 1895                                                                                  | 1895                                         | James Grun                                                                                 | Der arme Heinrich                                                        | Hartmann von Aue |
| Das Christ-Elflein                                                                     | Das Christ-Elflein                                                                     | Hans Pfitzner                       | 1917                                                                                  | 11. Dez. 1917                                | Hans Pfitzner                                                                              | Christelflein                                                            | Ilse von Stach |
| Palestrina                                                                             | Palestrina                                                                             | Hans Pfitzner                       | 1915                                                                                  | 12. Juni 1917                                | Hans Pfitzner                                                                              |                                                                          | |
| Die Rose vom Liebesgarten                                                              | Die Rose vom Liebesgarten                                                              | Hans Pfitzner                       | 1901                                                                                  | 9. Nov. 1901                                 | James Grun                                                                                 |                                                                          | |
| The Tale of Lady Thị Kính                                                              | The Tale of Lady Thị Kính                                                              | P. Q. Phan                          | 2014                                                                                  | 7. Feb. 2014                                 | P. Q. Phan                                                                                 | Quan Âm Thị Kính                                                         | |
| La Gioconda                                                                            | La Gioconda                                                                            | Amilcare Ponchielli                 | 1876                                                                                  | 8. Apr. 1876                                 | Tobia Gorrio (= Arrigo Boito)                                                              | Angelo, Tyrann von Padua                                                 | Victor Hugo |
| Der kleine Prinz                                                                       | Der kleine Prinz                                                                       | Rachel Portman                      | 2003                                                                                  | 2003                                         | Nicholas Wright                                                                            | Der kleine Prinz                                                         | Antoine de Saint-Exupéry |
| Le Villi                                                                               | Die Willis                                                                             | Giacomo Puccini                     | 1884                                                                                  | 31. Mai 1884                                 | Ferdinando Fontana                                                                         | Les Willis                                                               | Alphonse Karr |
| Edgar                                                                                  | Edgar                                                                                  | Giacomo Puccini                     | 1889                                                                                  | 21. Apr. 1889                                | Ferdinando Fontana                                                                         | La Coupe et les lèvres                                                   | Alfred de Musset |
| Manon Lescaut                                                                          | Manon Lescaut                                                                          | Giacomo Puccini                     | 1892                                                                                  | 1. Feb. 1893                                 | Marco Praga, Luigi Illica                                                                  | L’histoire du chevalier Des Grieux et de Manon Lescaut                   | Antoine-François Prévost |
| La Bohème                                                                              | La Bohème                                                                              | Giacomo Puccini                     | 1896                                                                                  | 1. Feb. 1896                                 | Giuseppe Giacosa, Luigi Illica                                                             | La vie de Bohème                                                         | Henri Murger |
| Tosca                                                                                  | Tosca                                                                                  | Giacomo Puccini                     | 1899                                                                                  | 14. Jan. 1900                                | Giuseppe Giacosa, Luigi Illica                                                             | La Tosca                                                                 | Victorien Sardou |
| Madame Butterfly                                                                       | Madame Butterfly                                                                       | Giacomo Puccini                     | 1904                                                                                  | 17. Feb. 1904                                | Giuseppe Giacosa, Luigi Illica                                                             | Madame Butterfly, Madame Chrysanthème                                    | David Belasco, Pierre Loti |
| La fanciulla del West                                                                  | Das Mädchen aus dem Goldenen Westen                                                    | Giacomo Puccini                     | 1910                                                                                  | 10. Dez. 1910                                | Guelfo Civinini, Carlo Zanganrini                                                          | The Girl of the Golden West                                              | David Belasco |
| La rondine                                                                             | Die Schwalbe                                                                           | Giacomo Puccini                     | 1914–1917                                                                             | 27. März 1917                                | Giuseppe Adami                                                                             | Die Schwalbe                                                             | Alfred Maria Willner, Heinz Reichert                                                                                                   |
| Il tabarro                                                                             | Der Mantel                                                                             | Giacomo Puccini                     | 1918                                                                                  | 14. Dez. 1918                                | Giuseppe Adami                                                                             | La Houppelande                                                           | Didier Gold |
| Suor Angelica                                                                          | Schwester Angelica                                                                     | Giacomo Puccini                     | 1918                                                                                  | 14. Dez. 1918                                | Giovacchino Forzano                                                                        |                                                                          | |
| Gianni Schicchi                                                                        | Gianni Schicchi                                                                        | Giacomo Puccini                     | 1918                                                                                  | 14. Dez. 1918                                | Giovacchino Forzano                                                                        | Göttliche Komödie                                                        | Dante |
| Turandot                                                                               | Turandot                                                                               | Giacomo Puccini                     | 1924                                                                                  | 25. Apr. 1926                                | Giuseppe Adami, Renato Simoni                                                              | Turandot                                                                 | Carlo Gozzi |
| Aleko                                                                                  | Aleko                                                                                  | Sergei Rachmaninow                  | 1892                                                                                  | 9. Mai 1893                                  | Wladimir Nemirowitsch-Dantschenko                                                          | Die Zigeuner                                                             | Alexander Puschkin |
| Skupoi ryzar                                                                           | Der geizige Ritter                                                                     | Sergei Rachmaninow                  | 1905                                                                                  | 24. Jan. 1906                                | Alexander Puschkin                                                                         | Der geizige Ritter                                                       | Alexander Puschkin |
| Zoroastre                                                                              | Zoroastre                                                                              | Jean-Philippe Rameau                | 1749                                                                                  |                                              | Louis de Cahusac                                                                           |                                                                          | |
| Dardanus                                                                               | Dardanus                                                                               | Jean-Philippe Rameau                | 1739                                                                                  | 19. Nov. 1739                                | Griechische Dardanos-Sage                                                                  |                                                                          | Charles-Antoine Leclerc de La Bruère                                                                                                   |
| Hippolyte et Aricie                                                                    | Hippolyte et Aricie                                                                    | Jean-Philippe Rameau                | 1733                                                                                  | 1735                                         |                                                                                            |                                                                          | |
| L’heure espagnole                                                                      | Die spanische Stunde                                                                   | Maurice Ravel                       | 1911                                                                                  | 19. Mai 1911                                 | Franc-Nohain                                                                               |                                                                          | |
| L’enfant et les sortilèges                                                             | Das Kind und die Zauberdinge                                                           | Maurice Ravel                       | 1925                                                                                  | 21. März 1925                                | Sidonie-Gabrielle Colette                                                                  |                                                                          | |
| Ein Traumspiel                                                                         | Ein Traumspiel                                                                         | Aribert Reimann                     | 1964                                                                                  | 1965                                         |                                                                                            | Ein Traumspiel                                                           | August Strindberg |
| Melusine                                                                               | Melusine                                                                               | Aribert Reimann                     | 1970                                                                                  | 1971                                         |                                                                                            |                                                                          | Yvan Goll |
| Lear                                                                                   | Lear                                                                                   | Aribert Reimann                     | 1976–1978                                                                             | 9. Juli 1978                                 | Claus H. Henneberg                                                                         | König Lear                                                               | William Shakespeare |
| Troades                                                                                | Troades                                                                                | Aribert Reimann                     | 1985                                                                                  | 7. Juli 1986                                 | Gerd Albrecht, Aribert Reimann                                                             | Die Troerinnen                                                           | Euripides, Franz Werfel |
| Das Schloss                                                                            | Das Schloss                                                                            | Aribert Reimann                     | 1990–1992                                                                             | 1992                                         |                                                                                            | Das Schloss                                                              | Franz Kafka |
| Bernarda Albas Haus                                                                    | Bernarda Albas Haus                                                                    | Aribert Reimann                     | 1998–2000                                                                             | 2000                                         |                                                                                            | Bernarda Albas Haus                                                      | Federico García Lorca |
| Doktor Johannes Faust                                                                  | Doktor Johannes Faust                                                                  | Hermann Reutter                     | 1936                                                                                  | 26. Mai 1936                                 | Ludwig Andersen                                                                            | Puppenspiel „Dr. Faust“                                                  | |
| Donna Diana                                                                            | Donna Diana                                                                            | Emil Nikolaus von Reznicek          | 1894                                                                                  | 16. Dez. 1894                                | Emil Nikolaus von Reznicek                                                                 | El derdén con el desdén                                                  | Agustin Moreto |
| Solotoi petuschok                                                                      | Der goldene Hahn                                                                       | Nikolai Rimski-Korsakow             | 1907                                                                                  | 7. Okt. 1909                                 | Wladimir Belski                                                                            | Ein Märchen                                                              | Alexander Puschkin |
| Der Restaurantkritiker isst kein Fleisch                                               | Der Restaurantkritiker isst kein Fleisch                                               | Jörg Riedlbauer                     | 1993                                                                                  | 13. Feb. 2000                                | Wolfgang Altendorf                                                                         |                                                                          | |
| Eugenia                                                                                | Eugenia                                                                                | Wilhelm Rinkens                     | 1926                                                                                  | 1943                                         |                                                                                            |                                                                          | |
| Die Ameisen                                                                            | Die Ameisen                                                                            | Peter Ronnefeld                     | 1959–1961                                                                             | 21. Okt. 1961                                | Richard Bletschacher                                                                       |                                                                          | |
| Die Ameisen (2. Fassung)                                                               | Die Ameisen (2. Fassung)                                                               | Peter Ronnefeld                     | 1961–1965                                                                             | 18. Sep. 1965                                | Richard Bletschacher                                                                       |                                                                          | |
| Die Nachtausgabe                                                                       | Die Nachtausgabe                                                                       | Peter Ronnefeld                     | 1956                                                                                  | 30. Aug. 1956                                |                                                                                            |                                                                          | |
| Le pays                                                                                | Le pays                                                                                | Joseph Guy Ropartz                  | 1908–1910                                                                             | 1913                                         |                                                                                            |                                                                          | |
| Il Barbiere di Siviglia                                                                | Der Barbier von Sevilla                                                                | Gioachino Rossini                   | 1816                                                                                  | 20. Feb. 1816                                | Cesare Sterbini                                                                            | Le barbier de Seville                                                    | Beaumarchais |
| La Cenerentola                                                                         | Aschenbrödel                                                                           | Gioachino Rossini                   | 1817                                                                                  | 25. Jan. 1817                                | Jacopo Ferretti                                                                            | Cendrillon (Aschenputtel)                                                | Charles Perrault |
| La gazza ladra                                                                         | Die diebische Elster                                                                   | Gioachino Rossini                   | 1817                                                                                  | 31. Mai 1817                                 | Giovanni Gherardini                                                                        | La pie voleuse                                                           | Théodore Badouin d’Aubigny und Louis-Charles Caigniez                                                                                  |
| L’italiana in Algeri                                                                   | Die Italienerin in Algier                                                              | Gioachino Rossini                   | 1813                                                                                  | 22. Mai 1813                                 | Angelo Anelli                                                                              |                                                                          | |
| Guillaume Tell                                                                         | Wilhelm Tell                                                                           | Gioachino Rossini                   | 1829                                                                                  | 3. Aug. 1829                                 | Victor-Joseph Étienne de Jouy                                                              | Wilhelm Tell                                                             | Friedrich Schiller |
| Otello                                                                                 | Othello                                                                                | Gioachino Rossini                   | 1816                                                                                  | 1816                                         | Francesco Berio di Salsa                                                                   | Othello                                                                  | William Shakespeare |
| Il turco in Italia                                                                     | Der Türke in Italien                                                                   | Gioachino Rossini                   | 1814                                                                                  | 14. Aug. 1814                                | Felice Romani                                                                              |                                                                          | |
| La scala di seta                                                                       | Die seidene Leiter                                                                     | Gioachino Rossini                   | 1812                                                                                  | 1812                                         | Giuseppe Maria Foppa                                                                       |                                                                          | |
| La donna del lago                                                                      | Die Dame vom See                                                                       | Gioachino Rossini                   | 1819                                                                                  | 1819                                         | Andrea Leone Tottola                                                                       | The Lady of the Lake                                                     | Sir Walter Scott |
| Tancredi                                                                               | Tankred                                                                                | Gioachino Rossini                   | 1813                                                                                  | 6. Feb. 1813                                 | Gaetano Rossi                                                                              | Tancrède                                                                 | Voltaire |
| Armida                                                                                 | Armida                                                                                 | Gioachino Rossini                   | 1817                                                                                  | 1817                                         | Giovanni Schmidt                                                                           | Gerusalemme liberata                                                     | Torquato Tasso |
| Maometto secondo                                                                       | Mahomet II.                                                                            | Gioachino Rossini                   | 1817                                                                                  | 1817                                         | Cesare della Valle                                                                         |                                                                          | |
| Il viaggio a Reims                                                                     | Die Reise nach Reims                                                                   | Gioachino Rossini                   | 1825                                                                                  | 19. Juni 1825                                | Giuseppe Luigi Balocchi                                                                    |                                                                          | |
| Le devin du village                                                                    | Der Dorfwahrsager                                                                      | Jean-Jacques Rousseau               | 1752                                                                                  | 18. Okt. 1752                                | Jean-Jacques Rousseau                                                                      |                                                                          | |
| L’amour de loin                                                                        | L’amour de loin                                                                        | Kaija Saariaho                      | 2000                                                                                  | 18. Aug. 2000                                | Amin Maalouf                                                                               |                                                                          | |
| Samson et Dalila                                                                       | Samson und Dalila                                                                      | Camille Saint-Saëns                 | 1877                                                                                  | 2. Dez. 1877                                 | Ferdinand Lemaire                                                                          | Buch der Richter (Bibel)                                                 | |
| L’amore innocente                                                                      | Die unschuldige Liebe                                                                  | Antonio Salieri                     | 1770                                                                                  | 1770                                         | Giovanni Gastone Boccherini                                                                |                                                                          | |
| Annibale in Capua                                                                      | Hannibal in Capua                                                                      | Antonio Salieri                     | 1801                                                                                  | 1801                                         | Antonio Simone Sografi                                                                     |                                                                          | |
| Armida                                                                                 | Armida                                                                                 | Antonio Salieri                     | 1771                                                                                  | 2. Juni 1771                                 | Marco Coltellini                                                                           | Das befreite Jerusalem                                                   | Torquato Tasso |
| Axur, re d’Ormus                                                                       | Axur, König von Hormus                                                                 | Antonio Salieri                     | 1787                                                                                  | 8. Jan. 1788                                 | Lorenzo da Ponte                                                                           |                                                                          | Beaumarchais |
| Il barone di Rocca Antica                                                              | Der Baron von Rocca Antica                                                             | Antonio Salieri                     | 1772                                                                                  | 12. Mai 1772                                 | Giuseppe Petrosellini                                                                      |                                                                          | |
| La Calamità de' cuori                                                                  | Der Magnet der Herzen                                                                  | Antonio Salieri                     | 1774                                                                                  | 11. Okt. 1774                                | Giovanni Battista Casti Domenico Poggi Giovanni Gastone Boccherini                         |                                                                          | Carlo Goldoni |
| Cesare in Farmacusa                                                                    | Cäsar auf Pharmacusa                                                                   | Antonio Salieri                     | 1800                                                                                  | 2. Juni 1800                                 | Carlo Prospero De Franceschi                                                               |                                                                          | Plutarch |
| Cublai, gran kan de’ Tartari                                                           | Kublai, großer Khan der Tartaren                                                       | Antonio Salieri                     | 1786–1788                                                                             | 1998                                         | Giovanni Battista Casti                                                                    |                                                                          | |
| L’Europa riconosciuta                                                                  | Die wiedererkannte Europa                                                              | Antonio Salieri                     | 1778                                                                                  | 3. Aug. 1778                                 | Mattia Verazi                                                                              |                                                                          | Giovanni Boccaccio |
| Falstaff ossia Le tre burle                                                            | Falstaff oder Die drei Streiche                                                        | Antonio Salieri                     | 1798                                                                                  | 3. Jan. 1799                                 | Carlo Prospero De Franceschi                                                               | Die lustigen Weiber von Windsor                                          | William Shakespeare |
| La grotta di Trofonio                                                                  | Die Höhle des Trofonio                                                                 | Antonio Salieri                     | 1785                                                                                  | 12. Okt. 1785                                | Giovanni Battista Casti                                                                    |                                                                          | |
| Die Neger                                                                              | Die Neger                                                                              | Antonio Salieri                     | 1804                                                                                  | 10. Nov. 1804                                | Georg Friedrich Treitschke                                                                 |                                                                          | |
| Der Rauchfangkehrer oder Die unentbehrlichen Verräter ihrer Herrschaften aus Eigennutz | Der Rauchfangkehrer oder Die unentbehrlichen Verräter ihrer Herrschaften aus Eigennutz | Antonio Salieri                     | 1781                                                                                  | 30. Apr. 1781                                | Leopold Auenbrugger                                                                        |                                                                          | |
| Il ricco d’un giorno                                                                   | Der Reiche für einen Tag                                                               | Antonio Salieri                     | 1784                                                                                  | 6. Dez. 1784                                 | Lorenzo da Ponte                                                                           |                                                                          | |
| Tarare                                                                                 | Tarare                                                                                 | Antonio Salieri                     | 1787                                                                                  | 8. Juni 1787                                 | Beaumarchais                                                                               |                                                                          | |
| Der Kleine Prinz                                                                       | Der Kleine Prinz                                                                       | Nikolaus Schapfl                    | 2003                                                                                  | 2003                                         | Nikolaus Schapfl                                                                           | Le Petit Prince                                                          | Antoine de Saint-Exupéry |
| Mona Lisa                                                                              | Mona Lisa                                                                              | Max von Schillings                  | 1915                                                                                  | 26. Sep. 1915                                | Beatrice Dovsky                                                                            |                                                                          | |
| Notre Dame                                                                             | Notre Dame                                                                             | Franz Schmidt                       | 1914                                                                                  | 1. Apr. 1914                                 | Franz Schmidt und Leopold Wilk                                                             | Der Glöckner von Notre-Dame                                              | Victor Hugo |
| Penthesilea                                                                            | Penthesilea                                                                            | Othmar Schoeck                      | 1925                                                                                  | 8. Jan. 1927                                 | Othmar Schoeck nach Heinrich von Kleist                                                    | Penthesilea                                                              | Heinrich von Kleist |
| Erwartung                                                                              | Erwartung                                                                              | Arnold Schönberg                    | 1909                                                                                  | 6. Juni 1924                                 | Marie Pappenheim                                                                           |                                                                          | |
| Moses und Aron                                                                         | Moses und Aron                                                                         | Arnold Schönberg                    | 1926–1932                                                                             | 12. Mai 1954                                 |                                                                                            | 2. Buch Mose (Bibel)                                                     | |
| Nos                                                                                    | Die Nase                                                                               | Dmitri Schostakowitsch              | 1927–1928                                                                             | 18. Jan. 1930                                | Dmitri Schostakowitsch                                                                     | Die Nase                                                                 | Nikolai Wassiljewitsch Gogol |
| Ledi Makbet Mzenskowo ujesda                                                           | Lady Macbeth von Mzensk                                                                | Dmitri Schostakowitsch              | 1930–1932                                                                             | 22. Jan. 1934                                | Alexander Germanowitsch Preis                                                              | Lady Macbeth aus dem Landkreis Mzensk                                    | Nikolai Semjonowitsch Leskow |
| Der ferne Klang                                                                        | Der ferne Klang                                                                        | Franz Schreker                      | 1912                                                                                  | 18. Aug. 1912                                | Franz Schreker                                                                             |                                                                          | |
| Der Schatzgräber                                                                       | Der Schatzgräber                                                                       | Franz Schreker                      | 1916–1917                                                                             | 21. Jan. 1920                                | Franz Schreker                                                                             |                                                                          | |
| Adrast                                                                                 | Adrast                                                                                 | Franz Schubert                      | 1819–1820                                                                             | 19. Nov. 2010                                | Johann Mayrhofer                                                                           |                                                                          | Herodot |
| Alfonso und Estrella                                                                   | Alfonso und Estrella                                                                   | Franz Schubert                      | 1822                                                                                  | 24. Juni 1854                                | Franz von Schober                                                                          |                                                                          | |
| Fierrabras                                                                             | Fierrabras                                                                             | Franz Schubert                      | 1823                                                                                  | 9. Feb. 1897                                 | Joseph Kupelwieser                                                                         | Fierabras; Eginhard und Emma                                             | Prosafassung in: Buch der Liebe von Johann Gustav Gottlieb Büsching und Friedrich Heinrich von der Hagen; Friedrich de la Motte Fouqué |
| Des Teufels Lustschloß                                                                 | Des Teufels Lustschloß                                                                 | Franz Schubert                      | 1813–1814                                                                             | 17. März 1978                                | August von Kotzebue                                                                        | Le château du Diable                                                     | Joseph-Marie Loaisel |
| Die Verschworenen                                                                      | Die Verschworenen                                                                      | Franz Schubert                      | 1823                                                                                  | 1. März 1861                                 | Ignaz Franz Castelli                                                                       | Lysistrata                                                               | Aristophanes |
| Der vierjährige Posten                                                                 | Der vierjährige Posten                                                                 | Franz Schubert                      | 1815                                                                                  | 23. Sep. 1896                                | Theodor Körner                                                                             |                                                                          | |
| Die Zauberharfe                                                                        | Die Zauberharfe                                                                        | Franz Schubert                      | 1820                                                                                  | 19. Aug. 1820                                | Georg Ernst von Hofmann                                                                    |                                                                          | |
| Die Zwillingsbrüder                                                                    | Die Zwillingsbrüder                                                                    | Franz Schubert                      | 1819                                                                                  | 14. Juni 1820                                | Georg Ernst von Hofmann                                                                    |                                                                          | |
| Schwarzer Peter                                                                        | Schwarzer Peter                                                                        | Norbert Schultze                    | 1936                                                                                  | 6. Dez. 1936                                 | Walter Lieck                                                                               | Erika (Märchen)                                                          | Heinrich Traulsen |
| Genoveva                                                                               | Genoveva                                                                               | Robert Schumann                     | 1848                                                                                  | 25. Juni 1850                                | Robert Schumann                                                                            | Sage über Genoveva von Brabant                                           | |
| Fanferlieschen Schönefüßchen                                                           | Fanferlieschen Schönefüßchen                                                           | Kurt Schwertsik                     | 1983                                                                                  | 24. Nov. 1983                                | Karin und Thomas Körner                                                                    | Fanferlieschen Schönefüßchen                                             | Clemens Brentano |
| Jungfrun i tornet                                                                      | Die Jungfrau im Turm                                                                   | Jean Sibelius                       | 1896                                                                                  | 1896                                         | Rafael Hertzberg                                                                           |                                                                          | |
| Braniboři v Čechách                                                                    | Die Brandenburger in Böhmen                                                            | Bedřich Smetana                     | 1863                                                                                  | 5. Jan. 1866                                 | Karel Sabina                                                                               |                                                                          | Josef Kajetán Tyl |
| Čertova stěna                                                                          | Die Teufelswand                                                                        | Bedřich Smetana                     | 1880                                                                                  | 29. Okt. 1882                                | Eliška Krásnohorská                                                                        |                                                                          | |
| Dalibor                                                                                | Dalibor                                                                                | Bedřich Smetana                     | 1868                                                                                  | 16. Mai 1868                                 | Josef Wenzig, Ervín Špindler                                                               |                                                                          | |
| Dvě vdovy                                                                              | Zwei Witwen                                                                            | Bedřich Smetana                     | 1874                                                                                  | 27. März 1874                                | Emanuel Züngel                                                                             | Les deux veuves                                                          | Jean Pierre Felicien Mallefille |
| Hubička                                                                                | Der Kuss                                                                               | Bedřich Smetana                     | 1876                                                                                  | 7. Nov. 1876                                 | Eliška Krásnohorská                                                                        |                                                                          | Karolína Světlá |
| Libuše                                                                                 | Libussa                                                                                | Bedřich Smetana                     | 1872                                                                                  | 11. Juni 1881                                | Josef Wenzig, Ervín Špindler                                                               | Königinhofer Handschrift                                                 | |
| Prodanà nevesta                                                                        | Die verkaufte Braut                                                                    | Bedřich Smetana                     | 1866                                                                                  | 30. Mai 1866                                 | Karel Sabina                                                                               |                                                                          | |
| Tajmeství                                                                              | Das Geheimnis                                                                          | Bedřich Smetana                     | 1878                                                                                  | 18. Sep. 1878                                | Eliška Krásnohorská                                                                        |                                                                          | |
| Orpheus Kristall                                                                       | Orpheus Kristall                                                                       | Manfred Stahnke                     | 2001                                                                                  | 2002                                         |                                                                                            |                                                                          | |
| Enrico Leone                                                                           | Heinrich der Löwe                                                                      | Agostino Steffani                   | 1689                                                                                  | 30. Jan. 1689                                | Ortensio Mauro                                                                             | Heinrichssage                                                            | |
| AquAria_PALAOA                                                                         | AquAria_PALAOA                                                                         | Susanne Stelzenbach                 | 2010                                                                                  | 1. Mai 2011                                  | Monika Rinck                                                                               |                                                                          | |
| Die ersten Menschen                                                                    | Die ersten Menschen                                                                    | Rudi Stephan                        | 1915                                                                                  | 1. Juni 1920                                 | Otto Borngräber                                                                            | Die ersten Menschen                                                      | Otto Borngräber |
| Licht                                                                                  | Licht, Opernzyklus                                                                     | Karlheinz Stockhausen               | 1977–2003                                                                             |                                              | Karlheinz Stockhausen                                                                      | Buch Urantia                                                             | |
| Die ägyptische Helena                                                                  | Die ägyptische Helena                                                                  | Richard Strauss                     | 1928                                                                                  | 6. Juni 1928                                 | Hugo von Hofmannsthal                                                                      | Helena                                                                   | Euripides |
| Arabella                                                                               | Arabella                                                                               | Richard Strauss                     | 1933                                                                                  | 1. Juli 1933                                 | Hugo von Hofmannsthal                                                                      |                                                                          | |
| Ariadne auf Naxos                                                                      | Ariadne auf Naxos                                                                      | Richard Strauss                     | 1916                                                                                  | 4. Okt. 1916 2. Fassung                      | Hugo von Hofmannsthal                                                                      |                                                                          | |
| Capriccio                                                                              | Capriccio                                                                              | Richard Strauss                     | 1942                                                                                  | 28. Okt. 1942                                | Clemens Krauss                                                                             | Prima la musica e poi le parole                                          | Giambatista Casti |
| Daphne                                                                                 | Daphne                                                                                 | Richard Strauss                     | 1938                                                                                  | 15. Okt. 1938                                | Joseph Gregor                                                                              | Daphne (Mythologie)                                                      | |
| Elektra                                                                                | Elektra                                                                                | Richard Strauss                     | 1908                                                                                  | 25. Jan. 1909                                | Hugo von Hofmannsthal                                                                      | Elektra                                                                  | Hugo von Hofmannsthal |
| Feuersnot                                                                              | Feuersnot                                                                              | Richard Strauss                     | 1901                                                                                  | 1901                                         | Ernst von Wolzogen                                                                         |                                                                          | |
| Die Frau ohne Schatten                                                                 | Die Frau ohne Schatten                                                                 | Richard Strauss                     | 1919                                                                                  | 10. Okt. 1919                                | Hugo von Hofmannsthal                                                                      |                                                                          | |
| Intermezzo                                                                             | Intermezzo                                                                             | Richard Strauss                     | 1924                                                                                  | 4. Nov. 1924                                 | Richard Strauss                                                                            |                                                                          | |
| Die Liebe der Danae                                                                    | Die Liebe der Danae                                                                    | Richard Strauss                     | 1940                                                                                  | 1952                                         | Joseph Gregor                                                                              |                                                                          | |
| Der Rosenkavalier                                                                      | Der Rosenkavalier                                                                      | Richard Strauss                     | 1910                                                                                  | 26. Jan. 1911                                | Hugo von Hofmannsthal                                                                      |                                                                          | |
| Salome                                                                                 | Salome                                                                                 | Richard Strauss                     | 1905                                                                                  | 9. Dez. 1905                                 | Richard Strauss                                                                            | Salome                                                                   | Oscar Wilde |
| Die schweigsame Frau                                                                   | Die schweigsame Frau                                                                   | Richard Strauss                     | 1935                                                                                  | 24. Juni 1935                                | Stefan Zweig                                                                               | Epicoene oder das schweigsame Weib                                       | Ben Jonson |
| Mavra                                                                                  | Mavra                                                                                  | Igor Strawinsky                     | 1922                                                                                  | 3. Juni 1922                                 | Boris Koschno                                                                              | Das Häuschen in Kolomna                                                  | Alexander Puschkin |
| The Rake’s Progress                                                                    | Der Wüstling oder Der Werdegang eines Wüstlings                                        | Igor Strawinsky                     | 1951                                                                                  | 11. Sep. 1951                                | W. H. Auden und Chester Kallman                                                            | Die Bilderfolge A Rake’s Progress                                        | William Hogarth |
| Solowei                                                                                | Le rossignol                                                                           | Igor Strawinsky                     | 1914                                                                                  | 26. Mai 1914                                 | Stepan Mitussow                                                                            | Des Kaisers Nachtigall                                                   | Hans Christian Andersen |
| Boccaccio                                                                              | Boccaccio                                                                              | Franz von Suppè                     | 1879                                                                                  | 1879                                         | Friedrich Zell und Richard Genée                                                           |                                                                          | |
| Romeo und Julia                                                                        | Romeo und Julia                                                                        | Heinrich Sutermeister               | 1939–1940                                                                             | 13. Apr. 1940                                | Heinrich Sutermeister                                                                      | Romeo und Julia                                                          | William Shakespeare |
| Die schwarze Spinne                                                                    | Die schwarze Spinne                                                                    | Heinrich Sutermeister               | 1936 / 1949                                                                           | 1936 / 1949                                  | Albert Roesler                                                                             | Die schwarze Spinne                                                      | Jeremias Gotthelf |
| Titus Feuerfuchs                                                                       | Titus Feuerfuchs                                                                       | Heinrich Sutermeister               | 1957                                                                                  | 14. Apr. 1958                                | Heinrich Sutermeister                                                                      | Der Talisman                                                             | Johann Nepomuk Nestroy |
| Die Zauberinsel                                                                        | Die Zauberinsel                                                                        | Heinrich Sutermeister               | 1942                                                                                  | 31. Okt. 1942                                | Heinrich Sutermeister                                                                      | Der Sturm                                                                | William Shakespeare |
| Hagith                                                                                 | Hagith                                                                                 | Karol Szymanowski                   | 1912–1913                                                                             | 22. Mai 1922                                 | Felix Dörrmann                                                                             |                                                                          | |
| Król Roger                                                                             | König Roger                                                                            | Karol Szymanowski                   | 1918–1924                                                                             | 19. Juni 1926                                | Jarosław Iwaszkiewicz und Karol Szymanowski                                                |                                                                          | |
| Mignon                                                                                 | Mignon                                                                                 | Ambroise Thomas                     | 1866                                                                                  | 17. Nov. 1866                                | Michel Carré und Jules Barbier                                                             | Wilhelm Meisters Lehrjahre                                               | Johann Wolfgang von Goethe |
| Ragnheiður                                                                             | Ragnheiður                                                                             | Gunnar Þórðarson                    | 2013                                                                                  | Aug. 2013                                    | Friðrik Erlingsson                                                                         |                                                                          | |
| Jewgeni Onegin                                                                         | Eugen Onegin                                                                           | Pjotr Iljitsch Tschaikowski         | 1879                                                                                  | 29. März 1879                                | Konstantin Stepanowitsch Schilowski                                                        | Eugen Onegin                                                             | Alexander Puschkin |
| Orleanskaja deva                                                                       | Die Jungfrau von Orléans                                                               | Pjotr Iljitsch Tschaikowski         | 1881                                                                                  | 23. Feb. 1881                                | Pjotr Iljitsch Tschaikowski                                                                | Die Jungfrau von Orleans                                                 | Friedrich Schiller |
| Mazeppa                                                                                | Mazeppa                                                                                | Pjotr Iljitsch Tschaikowski         | 1883                                                                                  | 15. Feb. 1884                                | Viktor Burenin und Pjotr Iljitsch Tschaikowski                                             | Poltava                                                                  | Alexander Puschkin |
| Pique Dame                                                                             | Pique Dame                                                                             | Pjotr Iljitsch Tschaikowski         | 1890                                                                                  | 19. Dez. 1890                                | Modest Tschaikowski                                                                        |                                                                          | Alexander Puschkin |
| Carodejka                                                                              | Die Zauberin                                                                           | Pjotr Iljitsch Tschaikowski         | 1887                                                                                  | 20. Okt. 1887                                | Ippolit Spazhinsky                                                                         | Чародейка                                                                | Ippolit Spazhinsky |
| Aida                                                                                   | Aida                                                                                   | Giuseppe Verdi                      | 1871                                                                                  | 24. Dez. 1871                                | Antonio Ghislanzoni                                                                        | Auguste Mariette                                                         | |
| Alzira                                                                                 | Alzira                                                                                 | Giuseppe Verdi                      | 1845                                                                                  | 12. Aug. 1845                                | Salvatore Cammarano                                                                        | Alzire, ou Les Américains                                                | Voltaire |
| Aroldo                                                                                 | Aroldo                                                                                 | Giuseppe Verdi                      | 1857                                                                                  | 16. Aug. 1857                                | Francesco Maria Piave                                                                      | The Betrothed, Harold                                                    | Walter Scott, Edward Bulwer-Lytton |
| Attila                                                                                 | Attila                                                                                 | Giuseppe Verdi                      | 1846                                                                                  | 17. März 1846                                | Temistocle Solera, Francesco Maria Piave                                                   | Attila, König der Hunnen                                                 | Zacharias Werner |
| Un ballo in maschera                                                                   | Ein Maskenball                                                                         | Giuseppe Verdi                      | 1859                                                                                  | 17. Feb. 1859                                | Antonio Somma                                                                              | Gustav III von Schweden                                                  | Eugène Scribe |
| La battaglia di Legnano                                                                | Die Schlacht von Legnano                                                               | Giuseppe Verdi                      | 1848                                                                                  | 27. Jan. 1849                                | Salvatore Cammarano                                                                        | La battaille de Toulouse                                                 | Joseph Méry |
| Don Carlos                                                                             | Don Carlos                                                                             | Giuseppe Verdi                      | 1867                                                                                  | 11. März 1867                                | Josephe Méry, Camille du Locle                                                             | Don Carlos                                                               | Friedrich Schiller |
| Il corsaro                                                                             | Der Korsar                                                                             | Giuseppe Verdi                      | 1848                                                                                  | 25. Okt. 1848                                | Francesco Maria Piave                                                                      | The Corsair                                                              | Lord Byron |
| I due Foscari                                                                          | Die beiden Foscari                                                                     | Giuseppe Verdi                      | 1844                                                                                  | 3. Nov. 1844                                 | Francesco Maria Piave                                                                      | The Two Foscari                                                          | Lord Byron |
| Ernani                                                                                 | Ernani                                                                                 | Giuseppe Verdi                      | 1844                                                                                  | 9. März 1844                                 | Francesco Maria Piave                                                                      | Hernani                                                                  | Victor Hugo |
| Falstaff                                                                               | Falstaff                                                                               | Giuseppe Verdi                      | 1892                                                                                  | 9. Feb. 1893                                 | Arrigo Boito                                                                               | Die lustigen Weiber von Windsor und Heinrich IV.                         | William Shakespeare |
| La forza del destino                                                                   | Die Macht des Schicksals                                                               | Giuseppe Verdi                      | 1862                                                                                  | 10. Nov. 1862                                | Francesco Maria Piave                                                                      | Don Álvaro o la fuerza del sino                                          | Angelo Perez de Saavedra |
| Giovanna d’Arco                                                                        | Giovanna d’Arco                                                                        | Giuseppe Verdi                      | 1845                                                                                  | 15. Feb. 1845                                | Temistocle Solera                                                                          | Die Jungfrau von Orleans (Schiller)                                      | Friedrich Schiller |
| Jérusalem                                                                              | Jerusalem                                                                              | Giuseppe Verdi                      | 1847                                                                                  | 26. Nov. 1847                                | Temistocle Solera, Alphonse Royer, Gustave Vaëz                                            | I Lombardi alla prima crociata                                           | Tommaso Grossi |
| I Lombardi alla prima crociata                                                         | Die Lombarden auf dem ersten Kreuzzug                                                  | Giuseppe Verdi                      | 1843                                                                                  | 11. Feb. 1843                                | Temistocle Solera                                                                          | I Lombardi alla prima crociata                                           | Tommaso Grossi |
| Luisa Miller                                                                           | Luisa Miller                                                                           | Giuseppe Verdi                      | 1849                                                                                  | 8. Dez. 1849                                 | Salvatore Cammarano                                                                        | Kabale und Liebe                                                         | Friedrich Schiller |
| Macbeth                                                                                | Macbeth                                                                                | Giuseppe Verdi                      | 1847                                                                                  | 14. März 1847                                | Andrea Maffei, Francesco Maria Piave                                                       | Macbeth                                                                  | William Shakespeare |
| I masnadieri                                                                           | Die Räuber                                                                             | Giuseppe Verdi                      | 1847                                                                                  | 22. Juli 1847                                | Andrea Maffei                                                                              | Die Räuber                                                               | Friedrich Schiller |
| Nabucco                                                                                | Nabucco                                                                                | Giuseppe Verdi                      | 1842                                                                                  | 9. März 1842                                 | Temistocle Solera                                                                          | Nabucodonosor                                                            | Anicet-Burgeois, Francis Cornue |
| Oberto, Conte di San Bonifacio                                                         | Oberto                                                                                 | Giuseppe Verdi                      | 1839                                                                                  | 17. Nov. 1839                                | Antonio Piazza, Temistocle Solera                                                          |                                                                          | |
| Otello                                                                                 | Othello                                                                                | Giuseppe Verdi                      | 1886                                                                                  | 5. Feb. 1887                                 | Arrigo Boito                                                                               | Othello                                                                  | William Shakespeare |
| Rigoletto                                                                              | Rigoletto                                                                              | Giuseppe Verdi                      | 1851                                                                                  | 11. März 1851                                | Francesco Maria Piave                                                                      | Le roi s’amuse                                                           | Victor Hugo |
| Simon Boccanegra                                                                       | Simon Boccanegra                                                                       | Giuseppe Verdi                      | 1857                                                                                  | 12. März 1857                                | Francesco Maria Piave                                                                      | Simón Bocanegra                                                          | Antonio García Gutiérrez |
| Stiffelio                                                                              | Stiffelio                                                                              | Giuseppe Verdi                      | 1850                                                                                  | 16. Nov. 1850                                | Francesco Maria Piave                                                                      | Le pasteur, ou L’évangile et le foyer                                    | Émile Souvestre, Eugène Bourgeois |
| La traviata                                                                            | La Traviata                                                                            | Giuseppe Verdi                      | 1853                                                                                  | 6. März 1853                                 | Francesco Maria Piave                                                                      | Die Kameliendame                                                         | Alexandre Dumas |
| Il trovatore                                                                           | Der Troubadour                                                                         | Giuseppe Verdi                      | 1852                                                                                  | 19. Jan. 1853                                | Salvatore Cammarano                                                                        | El Trovadore                                                             | Antonio García Gutiérrez |
| Un giorno di regno                                                                     | König für einen Tag                                                                    | Giuseppe Verdi                      | 1840                                                                                  | 5. Sep. 1840                                 | Felice Romani                                                                              |                                                                          | |
| Les vêpres siciliennes                                                                 | Die sizilianische Vesper                                                               | Giuseppe Verdi                      | 1855                                                                                  | 13. Juni 1855                                | Eugène Scribe, Charles Duveyrier                                                           | Herzog Albe                                                              | Eugène Scribe |
| Orlando furioso                                                                        | Orlando furioso                                                                        | Antonio Vivaldi                     | 1727                                                                                  | 1727                                         | Grazio Braccioli                                                                           | Der rasende Roland                                                       | Ludovico Ariosto |
| Motezuma                                                                               | Motezuma                                                                               | Antonio Vivaldi                     | 1733                                                                                  | 14. Nov. 1733                                | Girolamo Alvise Giusti                                                                     |                                                                          | |
| Die Feen                                                                               | Die Feen                                                                               | Richard Wagner                      | 1834                                                                                  | 29. Juni 1888                                | Richard Wagner                                                                             | La donna serpente, Il corvo                                              | Carlo Gozzi |
| Der fliegende Holländer                                                                | Der fliegende Holländer                                                                | Richard Wagner                      | 1841                                                                                  | 2. Jan. 1843                                 | Richard Wagner                                                                             | Aus den Memoiren des Herren von Schnabelewopski                          | Heinrich Heine |
| Das Liebesverbot                                                                       | Das Liebesverbot                                                                       | Richard Wagner                      | 1835                                                                                  | 29. März 1836                                | Richard Wagner                                                                             | Maß für Maß                                                              | William Shakespeare |
| Lohengrin                                                                              | Lohengrin                                                                              | Richard Wagner                      | 1848                                                                                  | 28. Aug. 1850                                | Richard Wagner                                                                             |                                                                          | |
| Die Meistersinger von Nürnberg                                                         | Die Meistersinger von Nürnberg                                                         | Richard Wagner                      | 1862–1868                                                                             | 21. Juni 1868                                | Richard Wagner                                                                             | Von der Meister-Singer holdseligen Kunst                                 | Johann Christoph Wagenseil |
| Parsifal (Bühnenweihefestspiel)                                                        | Parsifal                                                                               | Richard Wagner                      | 1877–1879                                                                             | 26. Juli 1882                                | Richard Wagner                                                                             | Parzival                                                                 | Wolfram von Eschenbach |
| Rienzi                                                                                 | Rienzi                                                                                 | Richard Wagner                      | 1842                                                                                  | 20. Okt. 1842                                | Richard Wagner                                                                             | Rienzi                                                                   | Edward Bulwer-Lytton |
| Der Ring des Nibelungen (Tetralogie)                                                   | Der Ring des Nibelungen                                                                | Richard Wagner                      | 1851–1874                                                                             | 1876                                         | Richard Wagner                                                                             | Nibelungensage, Nibelungenlied                                           | |
| Das Rheingold (Vorabend)                                                               | Das Rheingold                                                                          | Richard Wagner                      | 1851–1854                                                                             | 22. Sep. 1869                                | Richard Wagner                                                                             | Nibelungensage, Edda                                                     | |
| Die Walküre (Erster Tag)                                                               | Die Walküre                                                                            | Richard Wagner                      | 1851–1854                                                                             | 26. Juli 1870                                | Richard Wagner                                                                             | Nibelungensage, Edda, Völsunga-Saga                                      | |
| Siegfried (Zweiter Tag)                                                                | Siegfried                                                                              | Richard Wagner                      | 1851–1876                                                                             | 16. Aug. 1876                                | Richard Wagner                                                                             | Nibelungensage, Edda, Völsunga-Saga                                      | |
| Götterdämmerung (Dritter Tag)                                                          | Götterdämmerung                                                                        | Richard Wagner                      | 1851–1876                                                                             | 17. Aug. 1876                                | Richard Wagner                                                                             | Nibelungensage, Edda, Völsunga-Saga                                      | |
| Tannhäuser und der Sängerkrieg auf Wartburg                                            | Tannhäuser und der Sängerkrieg auf Wartburg                                            | Richard Wagner                      | 1845                                                                                  | 19. Okt. 1845                                | Richard Wagner                                                                             |                                                                          | |
| Tristan und Isolde                                                                     | Tristan und Isolde                                                                     | Richard Wagner                      | 1858–1859                                                                             | 10. Juni 1865                                | Richard Wagner                                                                             | Tristan                                                                  | Gottfried von Straßburg |
| The Crucible                                                                           | Hexenjagd                                                                              | Robert Ward                         | 1961                                                                                  | 16. Okt. 1961                                | Bernard Stambler                                                                           | Hexenjagd                                                                | Arthur Miller |
| Abu Hassan                                                                             | Abu Hassan                                                                             | Carl Maria von Weber                | 1810–1811                                                                             | 4. Juni 1811                                 | Franz Carl Hiemer                                                                          | Le Dormeur éveillé                                                       | Antoine Gallands |
| Euryanthe                                                                              | Euryanthe                                                                              | Carl Maria von Weber                | 1822–1823                                                                             | 25. Okt. 1823                                | Helmina von Chézy                                                                          |                                                                          | |
| Der Freischütz                                                                         | Der Freischütz                                                                         | Carl Maria von Weber                | 1821                                                                                  | 18. Juni 1821                                | Johann Friedrich Kind                                                                      |                                                                          | |
| Die drei Pintos                                                                        | Die drei Pintos                                                                        | Carl Maria von Weber, Gustav Mahler | 1820–1824; 1887                                                                       | 20. Jan. 1888                                | Carl Maria von Weber, Theodor Hell                                                         | Der Brautkampf                                                           | Carl Seidel |
| Oberon                                                                                 | Oberon                                                                                 | Carl Maria von Weber                | 1825                                                                                  | 12. Apr. 1826                                | James Robinson Planché                                                                     | Oberon                                                                   | Christoph Martin Wieland |
| Peter Schmoll und seine Nachbarn                                                       | Peter Schmoll und seine Nachbarn                                                       | Carl Maria von Weber                | 1803                                                                                  | 1803                                         | Joseph Türk                                                                                |                                                                          | |
| Die Schweizer Familie                                                                  | Die Schweizer Familie                                                                  | Joseph Weigl                        | 1809                                                                                  | 14. März 1809                                | Ignaz Franz Castelli                                                                       |                                                                          | |
| Down in the Valley                                                                     | Down in the Valley                                                                     | Kurt Weill                          | 1948                                                                                  | 15. Juli 1948                                | Arnold Sundgaard                                                                           |                                                                          | |
| Aufstieg und Fall der Stadt Mahagonny                                                  | Aufstieg und Fall der Stadt Mahagonny                                                  | Kurt Weill                          | 1930                                                                                  | 9. März 1930                                 | Bertolt Brecht                                                                             |                                                                          | |
| Die Bürgschaft                                                                         | Die Bürgschaft                                                                         | Kurt Weill                          | 1931                                                                                  | 10. März 1932                                | Caspar Neher                                                                               |                                                                          | |
| Die Dreigroschenoper                                                                   | Die Dreigroschenoper                                                                   | Kurt Weill                          | 1928                                                                                  | 31. Aug. 1928                                | Bertolt Brecht                                                                             | The Beggar’s Opera                                                       | John Gay |
| Der Jasager                                                                            | Der Jasager                                                                            | Kurt Weill                          | 1930                                                                                  | 23. Juni 1930                                | Bertolt Brecht                                                                             |                                                                          | |
| Der Protagonist                                                                        | Der Protagonist                                                                        | Kurt Weill                          | 1925                                                                                  | 27. März 1926                                | Georg Kaiser                                                                               | Der Protagonist                                                          | Georg Kaiser |
| Street Scene                                                                           | Street Scene                                                                           | Kurt Weill                          | 1947                                                                                  | 9. Jan. 1947                                 | Elmer Rice, Liedtexte: Langston Hughes                                                     |                                                                          | |
| Der Zar lässt sich photographieren                                                     | Der Zar lässt sich photographieren                                                     | Kurt Weill                          | 1928                                                                                  | 18. Feb. 1928                                | Georg Kaiser                                                                               |                                                                          | |
| Švanda dudák                                                                           | Schwanda, der Dudelsackpfeifer                                                         | Jaromír Weinberger                  | 1927                                                                                  | 27. Apr. 1927                                | Milo Kares                                                                                 |                                                                          | |
| Die Baskische Venus                                                                    | Die Baskische Venus                                                                    | Hermann Hans Wetzler                | 1928                                                                                  | 18. Nov. 1928                                | Lini Wetzler                                                                               | La Vénus d’Ille                                                          | Prosper Mérimée |
| Das Gesicht im Spiegel                                                                 | Das Gesicht im Spiegel                                                                 | Jörg Widmann                        | 2003                                                                                  |                                              | Roland Schimmelpfennig                                                                     |                                                                          | |
| Das unterbrochene Opferfest                                                            | Das unterbrochene Opferfest                                                            | Peter von Winter                    | 1796                                                                                  | 14. Juni 1796                                | Franz Xaver Huber                                                                          |                                                                          | |
| Der Zauberflöte zweyter Theil. Das Labyrinth                                           | Das Labyrinth oder Der Kampf mit den Elementen                                         | Peter von Winter                    | 1798                                                                                  | 12. Juni 1798                                | Emanuel Schikaneder                                                                        |                                                                          | |
| Der Corregidor                                                                         | Der Corregidor                                                                         | Hugo Wolf                           | 1895                                                                                  | 7. Juni 1896                                 | Rosa Mayreder                                                                              | „Der Dreispitz“ (El sombrero de tres picos)                              | Pedro Antonio de Alarcón |
| L’amore medico                                                                         | Der Liebhaber als Arzt                                                                 | Ermanno Wolf-Ferrari                | 1913                                                                                  | 14. Dez. 1913                                | Enrico Golisciani                                                                          | L’Amour médecin                                                          | Molière |
| I quattro rusteghi                                                                     | Die vier Grobiane                                                                      | Ermanno Wolf-Ferrari                | 1906                                                                                  | 1906                                         | Giuseppe Pizzolato                                                                         |                                                                          | |
| Il segreto di Susanna                                                                  | Susannens Geheimnis                                                                    | Ermanno Wolf-Ferrari                | 1909                                                                                  | 4. Dez. 1909                                 | Enrico Golisciani                                                                          |                                                                          | |
| Sarema                                                                                 | Sarema                                                                                 | Alexander von Zemlinsky             | 1893–1895                                                                             | 1897                                         | Alexander von Zemlinsky, Adolf von Zemlinszky, Arnold Schönberg                            | Die Rose vom Kaukasus                                                    | Rudolf von Gottschall |
| Es war einmal…                                                                         | Es war einmal…                                                                         | Alexander von Zemlinsky             | 1897–1899                                                                             | 22. Dez. 1900                                | Maximilian Singer                                                                          | Der var engang                                                           | Holger Drachmann |
| Der Traumgörge                                                                         | Der Traumgörge                                                                         | Alexander von Zemlinsky             | 1904–1906                                                                             | 11. Okt. 1980                                | Leo Feld                                                                                   |                                                                          | |
| Kleider machen Leute                                                                   | Kleider machen Leute                                                                   | Alexander von Zemlinsky             | 1907–1909 (Wiener Urfassung), 1910 (Revidierte Wiener Fassung), 1922 (Prager Fassung) | 1910 (Wiener Fassung), 1922 (Prager Fassung) | Leo Feld                                                                                   | Kleider machen Leute                                                     | Gottfried Keller |
| Eine florentinische Tragödie                                                           | Eine florentinische Tragödie                                                           | Alexander von Zemlinsky             | 1915/1916                                                                             | 1917                                         | Max Meyerfeld                                                                              | A Florentine Tragedy                                                     | Oscar Wilde |
| Der Zwerg                                                                              | Der Zwerg                                                                              | Alexander von Zemlinsky             | 1919–1921                                                                             | 1922                                         | Georg C. Klaren                                                                            | The Birthday of the Infanta                                              | Oscar Wilde |
| Der Kreidekreis                                                                        | Der Kreidekreis                                                                        | Alexander von Zemlinsky             | 1930–1932                                                                             | 1933                                         | Alexander Zemlinsky                                                                        | Der Kreidekreis                                                          | Klabund |
| Der König Kandaules                                                                    | Der König Kandaules                                                                    | Alexander von Zemlinsky             | 1935–1938; Instrumentation vollendet von Antony Beaumont 1992–1996                    | 6. Okt. 1996                                 | Alexander Zemlinsky                                                                        | Le roi Candaule                                                          | André Gide |
| Die Soldaten                                                                           | Die Soldaten                                                                           | Bernd Alois Zimmermann              | 1960                                                                                  | 1965                                         | Bernd Alois Zimmermann                                                                     | Die Soldaten                                                             | Jakob Michael Reinhold Lenz |